# Liste des chefs de l'exécutif par État en 2014
La liste des chefs de l'exécutif par État en 2014 s'appuie sur la liste des pays du monde et sur la liste des dirigeants des États, telles qu'elles étaient connues du 1er janvier au 31 décembre 2014.
La liste principale compte, en 2014, 197 pays internationalement reconnus par l'ONU. Des listes additionnelles concernent : les États partiellement reconnus par la communauté internationale, les Entités proches du statut d’État, les territoires indépendants de fait, les territoires autonomes ou à administration spéciale et les gouvernements alternatifs ou en exil.
Les chefs de l'exécutif des États exerçant une pleine souveraineté sont principalement les chefs d'État et les chefs de gouvernement :
- Un chef d'État est une personne physique, parfois une personne morale, qui représente symboliquement la continuité et la légitimité de l'État. Diverses fonctions lui sont traditionnellement rattachées : représentation extérieure, promulgation des lois, nomination aux hautes fonctions publiques. Selon le pays, il peut être le plus éminent détenteur du pouvoir exécutif effectif, ou au contraire personnifier le pouvoir suprême exercé en son nom par d'autres personnalités politiques.
- Un chef de gouvernement est une personne physique qui possède le premier ou second rôle de l'exécutif (selon le type de régime politique) et se trouve à la tête du gouvernement c'est-à-dire de l'ensemble des ministres ou secrétaires d'État chargés de responsabilités exécutives.

Dans le cas de territoires autonomes et autres collectivités non souveraines c'est-à-dire dépendant d'un État suzerain, les titres de chef de l'exécutif local sont divers : préfet, bailli, gouverneur, président, etc.
- Haut – A
- B
- C
- D
- E
- F
- G
- H
- I
- J
- K
- L
- M
- N
- O
- P
- Q
- R
- S
- T
- U
- V
- W
- X
- Y
- Z

## A
| Pays                                  | Fonction                                               | Nom                             | Depuis le         |
| ------------------------------------- | ------------------------------------------------------ | ------------------------------- | ----------------- |
| République islamique d'Afghanistan    | Présidents de la République (successifs)               | Ashraf Ghani                    | 29 septembre 2014 |
| République islamique d'Afghanistan    | Présidents de la République (successifs)               | Hamid Karzai                    | 22 décembre 2001  |
| République islamique d'Afghanistan    | Premiers vice-présidents de la République (successifs) | Abdul Rachid Dostom             | 29 septembre 2014 |
| République islamique d'Afghanistan    | Premiers vice-présidents de la République (successifs) | Yunus Qanuni                    | 9 mai 2014        |
| République islamique d'Afghanistan    | Premiers vice-présidents de la République (successifs) | Mohammed Fahim                  | 19 novembre 2009  |
| République islamique d'Afghanistan    | Seconds vice-présidents de la République (successifs)  | Sarwar Danish                   | 29 septembre 2014 |
| République islamique d'Afghanistan    | Seconds vice-présidents de la République (successifs)  | Karim Khalili                   | 7 décembre 2004   |
| République islamique d'Afghanistan    | Chef de l'exécutif                                     | Abdullah Abdullah               | 29 septembre 2014 |
| Afrique du Sud (voir aussi : §10)     | Président de la République                             | Jacob Zuma                      | 9 mai 2009        |
| Afrique du Sud (voir aussi : §10)     | Vice-présidents la République (successifs)             | Cyril Ramaphosa                 | 25 mai 2014       |
| Afrique du Sud (voir aussi : §10)     | Vice-présidents la République (successifs)             | Kgalema Motlanthe               | 9 mai 2009        |
| Albanie                               | Président de la République                             | Bujar Nishani                   | 24 juillet 2012   |
| Albanie                               | Premiers ministres                                     | Edi Rama                        | 15 septembre 2013 |
| Algérie                               | Président de la République                             | Abdelaziz Bouteflika            | 27 avril 1999     |
| Algérie                               | Premiers ministres (successifs)                        | Abdelmalek Sellal               | 28 avril 2014     |
| Algérie                               | Premiers ministres (successifs)                        | Youcef Yousfi (par intérim)     | 13 mars 2014      |
| Algérie                               | Premiers ministres (successifs)                        | Abdelmalek Sellal               | 3 septembre 2012  |
| Allemagne                             | Président fédéral                                      | Joachim Gauck                   | 18 mars 2012      |
| Allemagne                             | Chancelière fédérale                                   | Angela Merkel                   | 22 novembre 2005  |
| Andorre                               | Coprince français                                      | François Hollande               | 15 mai 2012       |
| Andorre                               | Coprince épiscopal                                     | Joan-Enric Vives i Sicília      | 12 mai 2003       |
| Andorre                               | Représentante personnelle du coprince français         | Sylvie Hubac                    | 21 mai 2012       |
| Andorre                               | Représentant personnel du coprince épiscopal           | Josep Maria Mauri               | 20 juillet 2012   |
| Andorre                               | Syndic général                                         | Vicenç Mateu Zamora             | 28 avril 2011     |
| Andorre                               | Chef du gouvernement                                   | Antoni Martí                    | 12 mai 2011       |
| Angola                                | Président de la République                             | José Eduardo dos Santos         | 10 septembre 1979 |
| Angola                                | Vice-président de la République                        | Manuel Domingos Vicente         | 26 septembre 2012 |
| Antigua-et-Barbuda (voir aussi : §10) | Reine                                                  | Élisabeth II                    | 1er novembre 1981 |
| Antigua-et-Barbuda (voir aussi : §10) | Gouverneurs générales (successifs)                     | Rodney Williams                 | 14 août 2014      |
| Antigua-et-Barbuda (voir aussi : §10) | Gouverneurs générales (successifs)                     | Dame Louise Lake-Tack           | 17 juillet 2007   |
| Antigua-et-Barbuda (voir aussi : §10) | Premiers ministres (successifs)                        | Gaston Browne                   | 13 juin 2014      |
| Antigua-et-Barbuda (voir aussi : §10) | Premiers ministres (successifs)                        | Baldwin Spencer                 | 24 mars 2004      |
| Arabie saoudite                       | Roi                                                    | Abdallah ben Abdelaziz Al Saoud | 1er août 2005     |
| Arabie saoudite                       | Prince héritier et vice-premier ministre               | Salmane ben Abdelaziz Al Saoud  | 18 juin 2012      |
| Argentine                             | Présidente de la Nation                                | Cristina Fernández de Kirchner  | 10 décembre 2007  |
| Argentine                             | Chef du cabinet                                        | Jorge Capitanich                | 20 novembre 2013  |
| Arménie                               | Président de la République                             | Serge Sargsian                  | 9 avril 2008      |
| Arménie                               | Premiers ministres (successifs)                        | Hovik Abrahamyan                | 13 avril 2014     |
| Arménie                               | Premiers ministres (successifs)                        | Tigran Sargsian                 | 9 avril 2008      |
| Australie (voir aussi : §6)           | Reine                                                  | Élisabeth II                    | 6 février 1952    |
| Australie (voir aussi : §6)           | Gouverneurs générales (successifs)                     | Peter Cosgrove                  | 28 mars 2014      |
| Australie (voir aussi : §6)           | Gouverneurs générales (successifs)                     | Quentin Bryce                   | 5 septembre 2008  |
| Australie (voir aussi : §6)           | Premier ministre                                       | Tony Abbott                     | 18 septembre 2013 |
| Autriche                              | Président de la République                             | Heinz Fischer                   | 8 juillet 2004    |
| Autriche                              | Chancelier                                             | Werner Faymann                  | 2 décembre 2008   |
| Azerbaïdjan (voir aussi : §10 et §11) | Président de la République                             | Ilham Aliev                     | 15 octobre 2003   |
| Azerbaïdjan (voir aussi : §10 et §11) | Premier ministre                                       | Artur Rasizada                  | 6 août 2003       |

## B
| Pays                           | Fonction                                        | Nom                                          | Depuis le         |
| ------------------------------ | ----------------------------------------------- | -------------------------------------------- | ----------------- |
| Bahamas                        | Reine                                           | Élisabeth II                                 | 10 juillet 1973   |
| Bahamas                        | Gouverneurs générals (successifs)               | Dame Marguerite Pindling                     | 8 juillet 2014    |
| Bahamas                        | Gouverneurs générals (successifs)               | Sir Arthur Foulkes                           | 14 avril 2010     |
| Bahamas                        | Premier ministre                                | Perry Christie                               | 7 mai 2012        |
| Bahreïn                        | Roi                                             | Hamad ben Issa el-Khalifa                    | 6 mars 1999       |
| Bahreïn                        | Premier ministre                                | Khalifa ben Salmane el-Khalifa               | 19 janvier 1970   |
| Bangladesh                     | Président de la République                      | Abdul Hamid                                  | 20 mars 2013      |
| Bangladesh                     | Premier ministre                                | Cheikh Hasina Wajed                          | 6 janvier 2009    |
| Barbade                        | Reine                                           | Élisabeth II                                 | 30 novembre 1966  |
| Barbade                        | Gouverneur généraul                             | Sir Elliott Belgrave                         | 1er juin 2012     |
| Barbade                        | Premier ministre                                | Freundel Stuart                              | 23 octobre 2010   |
| Belgique                       | Roi                                             | Philippe                                     | 21 juillet 2013   |
| Belgique                       | Premiers ministres (successifs)                 | Charles Michel                               | 11 octobre 2014   |
| Belgique                       | Premiers ministres (successifs)                 | Elio Di Rupo                                 | 5 décembre 2011   |
| Belize                         | Reine                                           | Élisabeth II                                 | 21 septembre 1981 |
| Belize                         | Gouverneur général                              | Sir Colville Young                           | 17 novembre 1993  |
| Belize                         | Premier ministre                                | Dean Barrow                                  | 8 février 2008    |
| Bénin                          | Président de la République                      | Yayi Boni                                    | 6 avril 2006      |
| Bhoutan                        | Roi                                             | Jigme Khesar Namgyel Wangchuck               | 14 décembre 2006  |
| Bhoutan                        | Premier ministre                                | Lyonchen Tshering Tobgay                     | 29 juillet 2013   |
| Biélorussie (voir aussi : §12) | Président                                       | Alexandre Loukachenko                        | 20 juillet 1994   |
| Biélorussie (voir aussi : §12) | Premiers ministres (successifs)                 | Andreï Kobiakov                              | 27 décembre 2014  |
| Biélorussie (voir aussi : §12) | Premiers ministres (successifs)                 | Mikhaïl Miasnikovitch                        | 28 décembre 2010  |
| Birmanie                       | Président de la République                      | Thein Sein                                   | 4 février 2011    |
| Birmanie                       | Premier vice-président                          | Nyan Tun                                     | 15 août 2012      |
| Birmanie                       | Second vice-président                           | Sai Mauk Kham                                | 30 mars 2011      |
| Bolivie                        | Président de l'État plurinational               | Evo Morales                                  | 22 janvier 2006   |
| Bolivie                        | Vice-président de la République                 | Álvaro García Linera                         | 22 janvier 2006   |
| Bosnie-Herzégovine             | Présidents du collège présidentiel (successifs) | Mladen Ivanić                                | 17 novembre 2014  |
| Bosnie-Herzégovine             | Présidents du collège présidentiel (successifs) | Bakir Izetbegović                            | 10 mars 2014      |
| Bosnie-Herzégovine             | Présidents du collège présidentiel (successifs) | Željko Komšić                                | 10 juillet 2013   |
| Bosnie-Herzégovine             | Président du Conseil                            | Vjekoslav Bevanda                            | 12 janvier 2012   |
| Bosnie-Herzégovine             | Haut Représentant international                 | Valentin Inzko (Autriche)                    | 26 mars 2009      |
| Botswana                       | Président de la République                      | Seretse Ian Khama                            | 1er avril 2008    |
| Botswana                       | Vice-Présidents de la République (successifs)   | Mokgweetsi Masisi                            | 12 novembre 2014  |
| Botswana                       | Vice-Présidents de la République (successifs)   | Ponatshego Kedikilwe                         | 30 juillet 2012   |
| Brésil                         | Présidente de la République fédérative          | Dilma Rousseff                               | 1er janvier 2011  |
| Brésil                         | Vice-président de la République fédérative      | Michel Temer                                 | 1er janvier 2011  |
| Brunei                         | Sultan                                          | Hassanal Bolkiah                             | 5 octobre 1967    |
| Brunei                         | Premier ministre                                | Hassanal Bolkiah                             | 1er janvier 1984  |
| Brunei                         | Prince héritier                                 | Al-Muhtadee Billah                           | 10 août 1998      |
| Bulgarie                       | Président de la République                      | Rossen Plevneliev                            | 22 janvier 2012   |
| Bulgarie                       | Premiers ministres (successifs)                 | Boïko Borissov                               | 7 novembre 2014   |
| Bulgarie                       | Premiers ministres (successifs)                 | Gueorgui Bliznachki (intérim)                | 6 août 2014       |
| Bulgarie                       | Premiers ministres (successifs)                 | Plamen Orecharski                            | 29 mai 2013       |
| Burkina Faso                   | Chefs d'État (successifs)                       | Michel Kafando (chef d'État de transition)   | 18 novembre 2014  |
| Burkina Faso                   | Chefs d'État (successifs)                       | Isaac Zida (chef d'État par intérim)         | 1er novembre 2014 |
| Burkina Faso                   | Chefs d'État (successifs)                       | Honoré Traoré (chef d'État par intérim)      | 31 octobre 2014   |
| Burkina Faso                   | Chefs d'État (successifs)                       | Blaise Compaoré (président de la République) | 15 octobre 1987   |
| Burkina Faso                   | Premiers ministres (successifs)                 | Yacouba Isaac Zida (par intérim)             | 19 novembre 2014  |
| Burkina Faso                   | Premiers ministres (successifs)                 | poste vacant                                 | 30 octobre 2014   |
| Burkina Faso                   | Premiers ministres (successifs)                 | Luc-Adolphe Tiao                             | 18 avril 2011     |
| Burundi                        | Président de la République                      | Pierre Nkurunziza                            | 26 août 2005      |
| Burundi                        | Premier Vice-président (successifs)             | Prosper Bazombanza                           | 13 février 2014   |
| Burundi                        | Premier Vice-président (successifs)             | Poste vacant                                 | 1er février 2014  |
| Burundi                        | Premier Vice-président (successifs)             | Bernard Busokoza                             | 16 octobre 2013   |
| Burundi                        | Seconde Vice-président                          | Gervais Rufyikiri                            | 28 août 2010      |

## C
| Pays                                | Fonction                                                          | Nom                                                                         | Depuis le        |
| ----------------------------------- | ----------------------------------------------------------------- | --------------------------------------------------------------------------- | ---------------- |
| Cambodge                            | Roi                                                               | Norodom Sihamoni                                                            | 29 octobre 2004  |
| Cambodge                            | Premier ministre                                                  | Hun Sen                                                                     | 14 janvier 1985  |
| Cameroun                            | Président de la République                                        | Paul Biya                                                                   | 6 novembre 1982  |
| Cameroun                            | Premier ministre                                                  | Philémon Yang                                                               | 30 juin 2009     |
| Canada                              | Reine                                                             | Élisabeth II                                                                | 6 février 1952   |
| Canada                              | Gouverneur général                                                | David Johnston                                                              | 1er octobre 2010 |
| Canada                              | Premier ministre                                                  | Stephen Harper                                                              | 6 février 2006   |
| Cap-Vert                            | Président de la République                                        | Jorge Carlos Fonseca                                                        | 21 août 2011     |
| Cap-Vert                            | Premier ministre                                                  | José Maria Neves                                                            | 1er février 2001 |
| Centrafrique                        | Chefs d'État (successifs)                                         | Catherine Samba-Panza (Présidente transitoire)                              | 20 janvier 2014  |
| Centrafrique                        | Chefs d'État (successifs)                                         | Alexandre-Ferdinand N'Guendet (Président du Conseil national de transition) | 10 janvier 2014  |
| Centrafrique                        | Chefs d'État (successifs)                                         | Michel Djotodia (Président de la République)                                | 24 mars 2013     |
| Centrafrique                        | Premiers ministres (successifs)                                   | Mahamat Kamoun (transitoire)                                                | 10 août 2014     |
| Centrafrique                        | Premiers ministres (successifs)                                   | André Nzapayeké (transitoire)                                               | 25 janvier 2014  |
| Centrafrique                        | Premiers ministres (successifs)                                   | Vacant                                                                      | 10 janvier 2014  |
| Centrafrique                        | Premiers ministres (successifs)                                   | Nicolas Tiangaye                                                            | 3 février 2013   |
| Chili                               | Présidents de la République (successifs)                          | Michelle Bachelet                                                           | 11 mars 2014     |
| Chili                               | Présidents de la République (successifs)                          | Sebastián Piñera                                                            | 11 mars 2010     |
| Chine (voir aussi : §1, §10 et §12) | Secrétaire général du Parti communiste chinois                    | Xi Jinping                                                                  | 15 novembre 2012 |
| Chine (voir aussi : §1, §10 et §12) | Président de la République                                        | Xi Jinping                                                                  | 14 mars 2013     |
| Chine (voir aussi : §1, §10 et §12) | Premier ministre                                                  | Li Keqiang                                                                  | 15 mars 2013     |
| Chypre (voir aussi : §1)            | Président de la République                                        | Níkos Anastasiádis                                                          | 28 février 2013  |
| Chypre (voir aussi : §1)            | Vice-président                                                    | (vacant)                                                                    | 14 août 1974     |
| Colombie                            | Président de la République                                        | Juan Manuel Santos                                                          | 7 août 2010      |
| Colombie                            | Vice-président de la République (successifs)                      | Germán Vargas Lleras                                                        | 7 août 2014      |
| Colombie                            | Vice-président de la République (successifs)                      | Angelino Garzón                                                             | 7 août 2010      |
| Comores                             | Président de l'Union                                              | Ikililou Dhoinine                                                           | 26 mai 2011      |
| Comores                             | Premier Vice-président de l'Union                                 | Fouad Mohadji                                                               | 26 mai 2011      |
| Comores                             | Second Vice-président de l'Union                                  | Mohamed Ali Soilihi                                                         | 26 mai 2011      |
| Comores                             | Troisième Vice-président de l'Union                               | Nourdine Bourhane                                                           | 26 mai 2011      |
| République du Congo                 | Président de la République                                        | Denis Sassou-Nguesso,                                                       | 25 octobre 1997  |
| République démocratique du Congo    | Président de la République                                        | Joseph Kabila                                                               | 17 janvier 2001  |
| République démocratique du Congo    | Premier ministre                                                  | Augustin Matata Ponyo                                                       | 18 avril 2012    |
| Corée du Nord                       | Chef suprême de la République populaire et démocratique de Corée  | Kim Jong-un                                                                 | 29 décembre 2011 |
| Corée du Nord                       | Premier secrétaire du Parti du travail de Corée                   | Kim Jong-un                                                                 | 11 avril 2012    |
| Corée du Nord                       | Premier président du Comité de défense nationale de Corée du Nord | Kim Jong-un                                                                 | 13 avril 2012    |
| Corée du Nord                       | Président du Présidium de l’Assemblée populaire suprême           | Kim Yong-nam                                                                | 5 septembre 1998 |
| Corée du Nord                       | Premier ministre                                                  | Pak Pong-ju                                                                 | 1er avril 2013   |
| Corée du Sud                        | Présidente de la République                                       | Park Geun-hye                                                               | 25 février 2013  |
| Corée du Sud                        | Premier ministre                                                  | Chung Hong-won                                                              | 26 février 2013  |
| Costa Rica                          | Présidents de la République (successifs)                          | Luis Guillermo Solís                                                        | 8 mai 2014       |
| Costa Rica                          | Présidents de la République (successifs)                          | Laura Chinchilla                                                            | 8 mai 2010       |
| Costa Rica                          | Premier Vice-présidents de la République (successifs)             | Helio Fallas Venegas                                                        | 8 mai 2014       |
| Costa Rica                          | Premier Vice-présidents de la République (successifs)             | Alfio Piva Mesén                                                            | 8 mai 2010       |
| Costa Rica                          | Seconds Vice-présidents de la République (successifs)             | Ana Helena Chacón Echeverría                                                | 8 mai 2014       |
| Costa Rica                          | Seconds Vice-présidents de la République (successifs)             | Luis Liberman Ginsburg                                                      | 8 mai 2010       |
| Côte d'Ivoire                       | Président de la République                                        | Alassane Ouattara                                                           | 4 décembre 2010  |
| Côte d'Ivoire                       | Premier ministre                                                  | Daniel Kablan Duncan                                                        | 21 novembre 2012 |
| Croatie                             | Président de la République                                        | Ivo Josipovic                                                               | 18 février 2010  |
| Croatie                             | Premier ministre                                                  | Zoran Milanović                                                             | 23 décembre 2011 |
| Cuba                                | Secrétaire général du Parti communiste cubain                     | Raúl Castro                                                                 | 19 avril 2011    |
| Cuba                                | Président de la République                                        | Raúl Castro                                                                 | 24 février 2008  |
| Cuba                                | Président du Conseil des ministres                                | Raúl Castro                                                                 | 24 février 2008  |

## D
| Pays                        | Fonction                         | Nom                           | Depuis le        |
| --------------------------- | -------------------------------- | ----------------------------- | ---------------- |
| Danemark (voir aussi : §10) | Reine                            | Marguerite II                 | 14 janvier 1972  |
| Danemark (voir aussi : §10) | Ministre d’État                  | Helle Thorning-Schmidt        | 2 octobre 2011   |
| Djibouti                    | Président de la République       | Ismail Omar Guelleh           | 8 mai 1999       |
| Djibouti                    | Premier ministre                 | Abdoulkader Kamil Mohamed     | 1er avril 2013   |
| République dominicaine      | Président de la République       | Danilo Medina                 | 16 août 2012     |
| République dominicaine      | Vice-Présidente de la République | Margarita Cedeño de Fernández | 16 août 2012     |
| Dominique                   | Président de la République       | Charles Savarin               | 2 septembre 2013 |
| Dominique                   | Premier ministre                 | Roosevelt Skerrit             | 8 janvier 2004   |

## E
| Pays                         | Fonction                                 | Nom                             | Depuis le        |
| ---------------------------- | ---------------------------------------- | ------------------------------- | ---------------- |
| Égypte                       | Présidents de la République (successifs) | Abdel Fattah al-Sissi           | 8 juin 2014      |
| Égypte                       | Présidents de la République (successifs) | Adli Mansour (par intérim)      | 4 juillet 2013   |
| Égypte                       | Premiers ministres (successifs)          | Ibrahim Mahlab                  | 1er mars 2014    |
| Égypte                       | Premiers ministres (successifs)          | Hazem el-Beblaoui (par intérim) | 16 juillet 2013  |
| Émirats arabes unis          | Président                                | Khalifa ben Zayed Al Nahyane    | 3 novembre 2004  |
| Émirats arabes unis          | Premier ministre                         | Mohammed ben Rachid Al Maktoum  | 5 janvier 2006   |
| Équateur (voir aussi : §10)  | Président de la République               | Rafael Correa                   | 15 janvier 2007  |
| Équateur (voir aussi : §10)  | Vice-président de la République          | Jorge Glas                      | 24 mai 2013      |
| Érythrée                     | Président de l’État                      | Issayas Afeworki                | 24 mai 1993      |
| Érythrée                     | Vice-président de l'État                 | (vacant)                        | 24 mai 1993      |
| Espagne (voir aussi : §10)   | Rois (successifs)                        | Felipe VI                       | 19 juin 2014     |
| Espagne (voir aussi : §10)   | Rois (successifs)                        | Juan Carlos Ier                 | 22 novembre 1975 |
| Espagne (voir aussi : §10)   | Président du gouvernement                | Mariano Rajoy                   | 21 décembre 2011 |
| Estonie (voir aussi : §12)   | Président de la République               | Toomas Hendrik Ilves            | 9 octobre 2006   |
| Estonie (voir aussi : §12)   | Premiers ministres (successifs)          | Taavi Rõivas                    | 26 mars 2014     |
| Estonie (voir aussi : §12)   | Premiers ministres (successifs)          | Andrus Ansip                    | 13 avril 2005    |
| États-Unis (voir aussi : §4) | Président                                | Barack Obama                    | 20 janvier 2009  |
| États-Unis (voir aussi : §4) | Vice-président des États-Unis            | Joseph Biden                    | 20 janvier 2009  |
| Éthiopie                     | Président de la République               | Mulatu Teshome                  | 7 octobre 2013   |
| Éthiopie                     | Premier ministre                         | Haile Mariam Dessalegn          | 20 août 2012     |

## F
| Pays                        | Fonction                        | Nom               | Depuis (le)     |
| --------------------------- | ------------------------------- | ----------------- | --------------- |
| Fidji                       | Président de la République      | Epeli Nailatikau  | 30 juillet 2009 |
| Fidji                       | Premier ministre                | Frank Bainimarama | 11 avril 2009   |
| Finlande (voir aussi : §9)] | Président de la République      | Sauli Niinistö    | 1er mars 2012   |
| Finlande (voir aussi : §9)] | Premiers ministres (successifs) | Alexander Stubb   | 24 juin 2014    |
| Finlande (voir aussi : §9)] | Premiers ministres (successifs) | Jyrki Katainen    | 22 juin 2011    |
| France (voir aussi : §3)    | Président de la République      | François Hollande | 15 mai 2012     |
| France (voir aussi : §3)    | Premiers ministres (successifs) | Manuel Valls      | 1er avril 2014  |
| France (voir aussi : §3)    | Premiers ministres (successifs) | Jean-Marc Ayrault | 15 mai 2012     |

## G
| Pays                                  | Fonction                                 | Nom                                  | Depuis (le)      |
| ------------------------------------- | ---------------------------------------- | ------------------------------------ | ---------------- |
| Gabon                                 | Président de la République               | Ali Bongo Ondimba                    | 16 octobre 2009  |
| Gabon                                 | Premiers ministres (successifs)          | Daniel Ona Ondo                      | 24 janvier 2014  |
| Gabon                                 | Premiers ministres (successifs)          | Raymond Ndong Sima                   | 27 février 2012  |
| Gambie                                | Président de la République               | Yahya Jammeh                         | 22 juillet 1994  |
| Gambie                                | Vice-présidente de la République         | Isatou Njie Saidy                    | 20 mars 1997     |
| Géorgie (voir aussi : §1, §10 et §12) | Président                                | Guiorgui Margvelachvili              | 27 novembre 2013 |
| Géorgie (voir aussi : §1, §10 et §12) | Premier ministre                         | Irakli Garibachvili                  | 20 novembre 2013 |
| Ghana                                 | Président de la République               | John Dramani Mahama                  | 24 juillet 2012  |
| Ghana                                 | Vice-président de la République          | Kwesi Amissah-Arthur                 | 31 juillet 2012  |
| Grèce (voir aussi : §10)              | Président de la République               | Károlos Papoúlias                    | 12 mars 2005     |
| Grèce (voir aussi : §10)              | Premier ministre                         | Antonis Samaras                      | 20 juin 2012     |
| Grenade (voir aussi : §10)            | Reine                                    | Élisabeth II                         | 7 février 1974   |
| Grenade (voir aussi : §10)            | Gouverneur générals                      | Cécile La Grenade                    | 7 avril 2013     |
| Grenade (voir aussi : §10)            | Premier ministre                         | Keith Mitchell                       | 20 février 2013  |
| Guatemala                             | Président de la République               | Otto Pérez Molina                    | 14 janvier 2012  |
| Guatemala                             | Vice-présidente de la République         | Roxana Baldetti                      | 14 janvier 2012  |
| Guinée                                | Président de la République               | Alpha Condé                          | 21 décembre 2010 |
| Guinée                                | Premier ministre                         | Mohamed Saïd Fofana                  | 24 décembre 2010 |
| Guinée-Bissau                         | Présidents de la République (successifs) | José Mário Vaz                       | 23 juin 2014     |
| Guinée-Bissau                         | Présidents de la République (successifs) | Manuel Serifo Nhamadjo (transitoire) | 11 mai 2012      |
| Guinée-Bissau                         | Premiers ministres (successifs)          | Domingos Simões Pereira              | 4 juillet 2014   |
| Guinée-Bissau                         | Premiers ministres (successifs)          | Rui Duarte de Barros (transitoire)   | 16 mai 2012      |
| Guinée équatoriale                    | Président de la République               | Teodoro Obiang Nguema Mbasogo        | 3 août 1979      |
| Guinée équatoriale                    | Premier ministre                         | Vicente Ehate Tomi                   | 18 mai 2012      |
| Guyana                                | Président de la République               | Donald Ramotar                       | 3 décembre 2011  |
| Guyana                                | Premier ministre                         | Sam Hinds                            | 11 août 1999     |

## H
| Pays     | Fonction                                                 | Nom                                       | Depuis (le)      |
| -------- | -------------------------------------------------------- | ----------------------------------------- | ---------------- |
| Haïti    | Président de la République                               | Joseph Michel Martelly                    | 14 mai 2011      |
| Haïti    | Premiers ministres (successifs)                          | Florence Duperval Guillaume (par intérim) | 21 décembre 2014 |
| Haïti    | Premiers ministres (successifs)                          | Laurent Lamothe                           | 16 mai 2012      |
| Honduras | Présidents de la République (successifs)                 | Juan Orlando Hernández                    | 27 janvier 2014  |
| Honduras | Présidents de la République (successifs)                 | Porfirio Lobo Sosa                        | 27 janvier 2010  |
| Honduras | Premier Vice-président de la République (successifs)     | Ricardo Álvarez                           | 27 janvier 2014  |
| Honduras | Premier Vice-président de la République (successifs)     | María Antonieta de Bográn                 | 27 janvier 2010  |
| Honduras | Seconds Vice-présidents de la République (successifs)    | Ana Rossana Guevara Pinto                 | 27 janvier 2014  |
| Honduras | Seconds Vice-présidents de la République (successifs)    | Samuel Armando Reyes Rendon               | 27 janvier 2010  |
| Honduras | Troisièmes Vice-présidents de la République (successifs) | Lorena Enriqueta Herrera Estevez          | 27 janvier 2014  |
| Honduras | Troisièmes Vice-présidents de la République (successifs) | Victor Hugo Barnica                       | 27 janvier 2010  |
| Hongrie  | Président de la République                               | János Áder                                | 10 mai 2012      |
| Hongrie  | Ministre-président                                       | Viktor Orbán                              | 29 mai 2010      |

## I
| Pays                            | Fonction                                     | Nom                          | Depuis (le)      |
| ------------------------------- | -------------------------------------------- | ---------------------------- | ---------------- |
| Inde (voir aussi : §11)         | Président de la République                   | Pranab Mukherjee             | 25 juillet 2012  |
| Inde (voir aussi : §11)         | Premiers ministres (successifs)              | Narendra Modi                | 26 mai 2014      |
| Inde (voir aussi : §11)         | Premiers ministres (successifs)              | Manmohan Singh               | 22 mai 2004      |
| Indonésie (voir aussi : §12)    | Présidents de la République (successifs)     | Joko Widodo                  | 20 octobre 2014  |
| Indonésie (voir aussi : §12)    | Présidents de la République (successifs)     | Susilo Bambang Yudhoyono     | 20 octobre 2004  |
| Indonésie (voir aussi : §12)    | Vice-président de la République (successifs) | Jusuf Kalla                  | 20 octobre 2014  |
| Indonésie (voir aussi : §12)    | Vice-président de la République (successifs) | Boediono                     | 20 octobre 2009  |
| Irak (voir aussi : §10 et §11)) | Présidents de la République (successifs)     | Fouad Massoum                | 24 juillet 2014  |
| Irak (voir aussi : §10 et §11)) | Présidents de la République (successifs)     | Jalal Talabani               | 7 avril 2005     |
| Irak (voir aussi : §10 et §11)) | Premiers ministres (successifs)              | Haider al-Abadi              | 8 septembre 2014 |
| Irak (voir aussi : §10 et §11)) | Premiers ministres (successifs)              | Nouri al-Maliki              | 20 mai 2006      |
| Iran                            | Guide de la révolution                       | Ali Khamenei                 | 4 juin 1989      |
| Iran                            | Président de la République                   | Hassan Rouhani               | 3 août 2013      |
| Irlande                         | Président                                    | Michael D. Higgins           | 11 novembre 2011 |
| Irlande                         | Premier ministre                             | Enda Kenny                   | 9 mars 2011      |
| Islande                         | Président                                    | Ólafur Ragnar Grímsson       | 1er août 1996    |
| Islande                         | Premier ministre                             | Sigmundur Davíð Gunnlaugsson | 24 mai 2013      |
| Israël (voir aussi : §1, §11))  | Présidents de l’État (successifs)            | Reuven Rivlin                | 24 juillet 2014  |
| Israël (voir aussi : §1, §11))  | Présidents de l’État (successifs)            | Shimon Peres                 | 15 juillet 2007  |
| Israël (voir aussi : §1, §11))  | Premier ministre                             | Benyamin Netanyahou          | 31 mars 2009     |
| Italie                          | Président de la République                   | Giorgio Napolitano           | 15 mai 2006      |
| Italie                          | Présidents du Conseil (successifs)           | Matteo Renzi                 | 22 février 2014  |
| Italie                          | Présidents du Conseil (successifs)           | Enrico Letta                 | 28 avril 2013    |

## J
| Pays     | Fonction           | Nom                   | Depuis (le)      |
| -------- | ------------------ | --------------------- | ---------------- |
| Jamaïque | Reine              | Élisabeth II          | 6 août 1962      |
| Jamaïque | Gouverneur général | Patrick Allen         | 26 février 2009  |
| Jamaïque | Premier ministre   | Portia Simpson Miller | 5 janvier 2012   |
| Japon    | Empereur           | Akihito               | 7 janvier 1989   |
| Japon    | Premier ministre   | Shinzō Abe            | 26 décembre 2012 |
| Jordanie | Roi                | Abdallah II           | 7 février 1999   |
| Jordanie | Premier ministre   | Abdullah Ensour       | 11 octobre 2012  |

## K
| Pays        | Fonction                         | Nom                                | Depuis (le)       |
| ----------- | -------------------------------- | ---------------------------------- | ----------------- |
| Kazakhstan  | Président de la République       | Noursoultan Nazarbaïev             | 24 avril 1990     |
| Kazakhstan  | Premiers ministres (successifs)  | Karim Massimov                     | 2 avril 2014      |
| Kazakhstan  | Premiers ministres (successifs)  | Serik Akhmetov                     | 24 septembre 2012 |
| Kenya       | Président de la République       | Uhuru Kenyatta                     | 9 avril 2013      |
| Kenya       | Vice-président de la République  | William Ruto                       | 9 avril 2013      |
| Kirghizstan | Président de la République       | Almazbek Atambaïev                 | 30 octobre 2011   |
| Kirghizstan | Premiers ministres (successifs)  | Djoomart Otorbaev                  | 25 mars 2014      |
| Kirghizstan | Premiers ministres (successifs)  | Zhantoro Satybaldiyev              | 5 septembre 2012  |
| Kiribati    | Président de la République       | Anote Tong                         | 10 juillet 2003   |
| Kiribati    | Vice-présidente de la République | Teima Onorio                       | 10 juillet 2003   |
| Koweït      | Émir                             | Sabah el-Ahmed el-Jaber el-Sabah   | 29 janvier 2006   |
| Koweït      | Premier ministre                 | Jaber Al-Mubarak Al-Hamad Al-Sabah | 4 décembre 2011   |

## L
| Pays                     | Fonction                                                  | Nom                                                                   | Depuis (le)                                                                    |
| ------------------------ | --------------------------------------------------------- | --------------------------------------------------------------------- | ------------------------------------------------------------------------------ |
| Laos                     | Secrétaire général du Parti révolutionnaire populaire lao | Choummaly Sayasone                                                    | 21 mars 2006                                                                   |
| Laos                     | Président de la République                                | Choummaly Sayasone                                                    | 8 juin 2006                                                                    |
| Laos                     | Premier ministre                                          | Thongsing Thammavong                                                  | 23 décembre 2010                                                               |
| Lesotho                  | Roi                                                       | Letsie III                                                            | 7 février 1996                                                                 |
| Lesotho                  | Premiers ministres                                        | Tom Thabane                                                           | 8 juin 2012                                                                    |
| Lesotho                  | Premiers ministres                                        | Mothetjoa Metsing (intérim)                                           | 31 août 2014- 3 septembre 2012                                                 |
| Lettonie                 | Président de la République                                | Andris Bērziņš                                                        | 8 juillet 2011                                                                 |
| Lettonie                 | Premiers ministres (successifs)                           | Laimdota Straujuma                                                    | 22 janvier 2014                                                                |
| Lettonie                 | Premiers ministres (successifs)                           | Valdis Dombrovskis                                                    | 12 mars 2009                                                                   |
| Liban                    | Présidents de la République (successifs)                  | Tammam Salam (intérim)                                                | 25 mai 2014                                                                    |
| Liban                    | Présidents de la République (successifs)                  | Michel Sleiman                                                        | 25 mai 2008                                                                    |
| Liban                    | Premiers ministres (successifs)                           | Tammam Salam                                                          | 15 février 2014                                                                |
| Liban                    | Premiers ministres (successifs)                           | Najib Mikati                                                          | 13 juin 2011                                                                   |
| Liberia                  | Présidente de la République                               | Ellen Johnson-Sirleaf                                                 | 16 janvier 2006                                                                |
| Liberia                  | Vice-président de la République                           | Joseph Boakai                                                         | 16 janvier 2006                                                                |
| Libye (voir aussi : §10) | Chefs d'État (successifs)                                 | Nouri Bousahmein (Président du Congrès National Général)              | 25 août 2014 (corevendicateur du 25 août 2014)                                 |
| Libye (voir aussi : §10) | Chefs d'État (successifs)                                 | Aguila Salah Issa (Président de la Chambre des représentants)         | 5 août 2014 (corevendicateur du 25 août 2014)                                  |
| Libye (voir aussi : §10) | Chefs d'État (successifs)                                 | Abou Bakr Baïra (Président de la Chambre des représentants) (intérim) | 4 août 2013                                                                    |
| Libye (voir aussi : §10) | Chefs d'État (successifs)                                 | Nouri Bousahmein (Président du Congrès National Général)              | 5 mai 2013                                                                     |
| Libye (voir aussi : §10) | Premiers ministres (successifs)                           | Omar al-Hassi                                                         | 25 août 2014 (corevendicateur du 25 août 2014)                                 |
| Libye (voir aussi : §10) | Premiers ministres (successifs)                           | Ahmed Maiteeq                                                         | 4 mai 2014 - 9 juin 2014                                                       |
| Libye (voir aussi : §10) | Premiers ministres (successifs)                           | Abdallah al-Thani                                                     | 11 mars 2014 (corevendicateur du 4 mai 2014 au 9 juin 2014 et du 25 août 2014) |
| Libye (voir aussi : §10) | Premiers ministres (successifs)                           | Ali Zeidan                                                            | 31 octobre 2012                                                                |
| Liechtenstein            | Prince souverain                                          | Hans Adam II                                                          | 13 novembre 1989                                                               |
| Liechtenstein            | Prince souverain                                          | Prince Aloïs (régent)                                                 | 15 août 2004                                                                   |
| Liechtenstein            | Chef du gouvernement                                      | Adrian Hasler                                                         | 27 mars 2013                                                                   |
| Lituanie                 | Présidente de la République                               | Dalia Grybauskaitė                                                    | 12 juillet 2009                                                                |
| Lituanie                 | Premier ministre                                          | Algirdas Butkevičius                                                  | 12 décembre 2012                                                               |
| Luxembourg               | Grand-duc                                                 | Henri                                                                 | 7 octobre 2000                                                                 |
| Luxembourg               | Premier ministre                                          | Xavier Bettel                                                         | 4 décembre 2013                                                                |

## M
| Pays                               | Fonction                                      | Nom                                                   | Depuis (le)       |
| ---------------------------------- | --------------------------------------------- | ----------------------------------------------------- | ----------------- |
| Macédoine                          | Président de la République                    | Gjorge Ivanov                                         | 12 mai 2009       |
| Macédoine                          | Premier ministre                              | Nikola Gruevski                                       | 27 août 2006      |
| Madagascar                         | Chefs d'État (successifs)                     | Hery Rajaonarimampianina (président de la République) | 25 janvier 2014   |
| Madagascar                         | Chefs d'État (successifs)                     | Andry Rajoelina (président de la Transition)          | 17 mars 2009      |
| Madagascar                         | Premiers ministres (successifs)               | Roger Kolo                                            | 16 avril 2014     |
| Madagascar                         | Premiers ministres (successifs)               | Omer Beriziky                                         | 2 novembre 2011   |
| Malaisie                           | Roi                                           | Abdul Halim Muadzam Shah                              | 13 décembre 2011  |
| Malaisie                           | Premier ministre                              | Datuk Seri Najib Tun Razak                            | 3 avril 2009      |
| Malawi                             | Présidents de la République (successifs)      | Peter Mutharika                                       | 31 mai 2014       |
| Malawi                             | Présidents de la République (successifs)      | Joyce Banda                                           | 7 avril 2012      |
| Malawi                             | Vice-présidents de la République (successifs) | Saulos Chilima                                        | 31 mai 2014       |
| Malawi                             | Vice-présidents de la République (successifs) | Khumbo Kachali                                        | 13 avril 2012     |
| Maldives                           | Président de la République                    | Mohammed Waheed Hassan                                | 17 novembre 2013  |
| Maldives                           | Vice-présidents de la République              | Mohammed Jameel Ahmed                                 | 17 novembre 2013  |
| Mali                               | Président de la République                    | Ibrahim Boubacar Keïta                                | 4 septembre 2013  |
| Mali                               | Premiers ministres (successifs)               | Moussa Mara                                           | 5 avril 2014      |
| Mali                               | Premiers ministres (successifs)               | Oumar Tatam Ly                                        | 5 septembre 2013  |
| Malte                              | Président (successifs)                        | Marie Louise Coleiro Preca                            | 4 avril 2014      |
| Malte                              | Président (successifs)                        | George Abela                                          | 4 avril 2009      |
| Malte                              | Premier ministre                              | Joseph Muscat                                         | 11 mars 2013      |
| Maroc (voir aussi : §1)            | Roi                                           | Mohammed VI                                           | 23 juillet 1999   |
| Maroc (voir aussi : §1)            | Chef du gouvernement                          | Abdelilah Benkirane                                   | 29 novembre 2011  |
| Îles Marshall                      | Président de la République                    | Christopher Loeak                                     | 10 janvier 2012   |
| Maurice (voir aussi : §10)         | Président de la République                    | Rajkeswur Purryag                                     | 21 juillet 2012   |
| Maurice (voir aussi : §10)         | Premiers ministres (successifs)               | Anerood Jugnauth                                      | 17 décembre 2014  |
| Maurice (voir aussi : §10)         | Premiers ministres (successifs)               | Navin Ramgoolam                                       | 5 juillet 2005    |
| Mauritanie                         | Président de la République                    | Mohamed Ould Abdel Aziz                               | 5 août 2009       |
| Mauritanie                         | Premiers ministres (successifs)               | Yahya Ould Hademine                                   | 20 août 2014      |
| Mauritanie                         | Premiers ministres (successifs)               | Moulaye Ould Mohamed Laghdhaf                         | 14 août 2008      |
| Mexique                            | Président de la République                    | Enrique Peña Nieto                                    | 1er décembre 2012 |
| États fédérés de Micronésie        | Président de la République                    | Manny Mori                                            | 11 mai 2007       |
| États fédérés de Micronésie        | Vice-président de la République               | Alik L. Alik                                          | 11 mai 2007       |
| Moldavie (voir aussi : §10 et §11) | Président de la République                    | Nicolae Timofti                                       | 23 mars 2012      |
| Moldavie (voir aussi : §10 et §11) | Premier ministre                              | Iurie Leancă                                          | 25 avril 2013     |
| Monaco                             | Prince souverain                              | Albert II                                             | 6 avril 2005      |
| Monaco                             | Ministre d’État                               | Michel Roger                                          | 29 mars 2010      |
| Mongolie                           | Président de la République                    | Tsakhiagiyn Elbegdorj                                 | 18 juin 2009      |
| Mongolie                           | Premiers ministres (successifs)               | Chimed Saikhanbileg                                   | 21 novembre 2014  |
| Mongolie                           | Premiers ministres (successifs)               | Dendev Terbishdagva (par intérim)                     | 5 novembre 2014   |
| Mongolie                           | Premiers ministres (successifs)               | Norovyn Altankhuyag                                   | 10 août 2012      |
| Monténégro                         | Président de la République                    | Filip Vujanović                                       | 22 mai 2003       |
| Monténégro                         | Président du gouvernement                     | Milo Đukanović                                        | 4 décembre 2012   |
| Mozambique                         | Président de la République                    | Armando Guebuza                                       | 2 février 2005    |
| Mozambique                         | Premier ministre                              | Alberto Vaquina                                       | 8 octobre 2012    |

## N
| Pays                               | Fonction                        | Nom                              | Depuis (le)                    |
| ---------------------------------- | ------------------------------- | -------------------------------- | ------------------------------ |
| Namibie                            | Président de la République      | Hifikepunye Pohamba              | 21 mars 2005                   |
| Namibie                            | Premier ministre                | Hage Geingob                     | 4 décembre 2012                |
| Nauru                              | Président de la République      | Baron Waqa                       | 11 juin 2013                   |
| Népal                              | Président de la République      | Ram Baran Yadav                  | 23 juillet 2008                |
| Népal                              | Premiers ministres (successifs) | Bam Dev Gautam (intérim)         | 16 juin 2014 - 22 juillet 2014 |
| Népal                              | Premiers ministres (successifs) | Sushil Koirala                   | 11 février 2014                |
| Népal                              | Premiers ministres (successifs) | Khil Raj Regmi                   | 13 mars 2013                   |
| Nicaragua                          | Président de la République      | Daniel Ortega                    | 10 janvier 2007                |
| Nicaragua                          | Vice-président de la République | Moises Omar Halleslevens Acevedo | 10 janvier 2012                |
| Niger                              | Président                       | Mahamadou Issoufou               | 7 avril 2011                   |
| Niger                              | Premier ministre                | Brigi Rafini                     | 7 avril 2011                   |
| Nigeria                            | Président de la République      | Goodluck Jonathan                | 9 février 2010                 |
| Nigeria                            | Vice-président de la République | Namadi Sambo                     | 19 mai 2010                    |
| Norvège (voir aussi : §8)          | Roi                             | Harald V                         | 17 janvier 1991                |
| Norvège (voir aussi : §8)          | Premiers ministres              | Erna Solberg                     | 16 octobre 2013                |
| Nouvelle-Zélande (voir aussi : §9) | Reine                           | Élisabeth II                     | 6 février 1952                 |
| Nouvelle-Zélande (voir aussi : §9) | Gouverneur général              | Jerry Mateparae                  | 31 août 2011                   |
| Nouvelle-Zélande (voir aussi : §9) | Premier ministre                | John Key                         | 19 novembre 2008               |

## O
| Pays                           | Fonction                        | Nom                | Depuis (le)       |
| ------------------------------ | ------------------------------- | ------------------ | ----------------- |
| Oman                           | Sultan                          | Qabous ben Saïd    | 23 juillet 1970   |
| Oman                           | Premier ministre                | Qabous ben Saïd    | 2 janvier 1972    |
| Ouganda                        | Président de la République      | Yoweri Museveni    | 29 janvier 1986   |
| Ouganda                        | Premiers ministres (successifs) | Ruhakana Rugunda   | 18 septembre 2014 |
| Ouganda                        | Premiers ministres (successifs) | Amama Mbabazi      | 25 mai 2011       |
| Ouzbékistan (voir aussi : §10) | Président de la République      | Islam Karimov      | 24 mars 1990      |
| Ouzbékistan (voir aussi : §10) | Premier ministre                | Shavkat Mirziyoyev | 12 décembre 2003  |

## P
| Pays                                         | Fonction                                      | Nom                  | Depuis (le)       |
| -------------------------------------------- | --------------------------------------------- | -------------------- | ----------------- |
| Pakistan (voir aussi : §10 et §11)           | Président de la république                    | Mamnoon Hussain      | 9 septembre 2013  |
| Pakistan (voir aussi : §10 et §11)           | Premier ministre                              | Nawaz Sharif         | 5 juin 2013       |
| Palaos                                       | Président de la République                    | Tommy Remengesau     | 17 janvier 2013   |
| Palaos                                       | Vice-président de la République               | Antonio Bells        | 17 janvier 2013   |
| Panama                                       | Présidents de la République (successifs)      | Juan Carlos Varela   | 1er juillet 2014  |
| Panama                                       | Présidents de la République (successifs)      | Ricardo Martinelli   | 1er juillet 2009  |
| Panama                                       | Vice-présidents de la République (successifs) | Isabel Saint Malo    | 1er juillet 2014  |
| Panama                                       | Vice-présidents de la République (successifs) | Juan Carlos Varela   | 1er juillet 2009  |
| Papouasie-Nouvelle-Guinée (voir aussi : §10) | Reine                                         | Élisabeth II         | 16 septembre 1975 |
| Papouasie-Nouvelle-Guinée (voir aussi : §10) | Gouverneur général                            | Michael Ogio         | 20 décembre 2010  |
| Papouasie-Nouvelle-Guinée (voir aussi : §10) | Premier ministre                              | Peter O’Neill        | 2 août 2011       |
| Paraguay                                     | Président de la République                    | Horacio Cartes       | 15 août 2013      |
| Paraguay                                     | Vice-président de la République               | Juan Manuel Afara    | 15 août 2013      |
| Pays-Bas (voir aussi : §7)                   | Roi                                           | Willem-Alexander     | 30 avril 2013     |
| Pays-Bas (voir aussi : §7)                   | Premier ministre                              | Mark Rutte           | 14 octobre 2010   |
| Pérou                                        | Président de la République                    | Ollanta Humala       | 28 juillet 2011   |
| Pérou                                        | Premiers ministres (successifs)               | Ana Jara Velásquez   | 22 juillet 2014   |
| Pérou                                        | Premiers ministres (successifs)               | René Cornejo         | 24 février 2014   |
| Pérou                                        | Premiers ministres (successifs)               | César Villanueva     | 31 octobre 2013   |
| Philippines (voir aussi : §10 et §11))       | Président de la République                    | Benigno Aquino III   | 30 juin 2010      |
| Philippines (voir aussi : §10 et §11))       | Vice-président de la République               | Jejomar Binay        | 30 juin 2010      |
| Pologne                                      | Président de la République                    | Bronisław Komorowski | 6 août 2010       |
| Pologne                                      | Présidents du Conseil (successifs)            | Ewa Kopacz           | 22 septembre 2014 |
| Pologne                                      | Présidents du Conseil (successifs)            | Donald Tusk          | 16 novembre 2007  |
| Portugal (voir aussi : §10)                  | Président de la République                    | Aníbal Cavaco Silva  | 9 mars 2006       |
| Portugal (voir aussi : §10)                  | Premier ministre                              | Pedro Passos Coelho  | 21 juin 2011      |

## Q
| Pays  | Fonction         | Nom                                      | Depuis (le)  |
| ----- | ---------------- | ---------------------------------------- | ------------ |
| Qatar | Émir             | Tamim ben Hamad Al Thani                 | 25 juin 2013 |
| Qatar | Premier ministre | Abdullah ben Nasser ben Khalifa Al Thani | 26 juin 2013 |

## R
| Pays                          | Fonction                        | Nom                       | Depuis (le)      |
| ----------------------------- | ------------------------------- | ------------------------- | ---------------- |
| Roumanie                      | Présidents (successifs)         | Klaus Iohannis            | 21 décembre 2014 |
| Roumanie                      | Présidents (successifs)         | Traian Băsescu            | 20 décembre 2004 |
| Roumanie                      | Premier ministre                | Victor Ponta              | 7 mai 2012       |
| Royaume-Uni (voir aussi : §4) | Reine                           | Élisabeth II              | 6 février 1952   |
| Royaume-Uni (voir aussi : §4) | Premier ministre                | David Cameron             | 11 mai 2010      |
| Russie (voir aussi : §12)     | Président                       | Vladimir Poutine          | 7 mai 2012       |
| Russie (voir aussi : §12)     | Premier ministre                | Dmitri Medvedev           | 8 mai 2012       |
| Rwanda                        | Président de la République      | Paul Kagame               | 24 mars 2000     |
| Rwanda                        | Premiers ministres (successifs) | Anastase Murekezi         | 23 juillet 2014  |
| Rwanda                        | Premiers ministres (successifs) | Pierre-Damien Habumuremyi | 7 octobre 2011   |

## S
| Pays                                          | Fonction                                      | Nom                                           | Depuis (le)        |
| --------------------------------------------- | --------------------------------------------- | --------------------------------------------- | ------------------ |
| Saint-Christophe-et-Niévès (voir aussi : §10) | Reine                                         | Élisabeth II                                  | 19 septembre 1983  |
| Saint-Christophe-et-Niévès (voir aussi : §10) | Gouverneur général                            | Sir Edmund Lawrence                           | 2 janvier 2013     |
| Saint-Christophe-et-Niévès (voir aussi : §10) | Premier ministre                              | Denzil Douglas                                | 6 juillet 1995     |
| Sainte-Lucie                                  | Reine                                         | Élisabeth II                                  | 22 février 1979    |
| Sainte-Lucie                                  | Gouverneure générale                          | Dame Pearlette Louisy                         | 17 septembre 1997  |
| Sainte-Lucie                                  | Premier ministre                              | Kenny Anthony                                 | 30 novembre 2011   |
| Saint-Marin                                   | Capitaines-régents (successifs)               | Gian Franco Terenzi et Guerrino Zanotti       | 1er octobre 2014   |
| Saint-Marin                                   | Capitaines-régents (successifs)               | Valeria Ciavatta et Luca Beccari              | 1er avril 2014     |
| Saint-Marin                                   | Capitaines-régents (successifs)               | Gian Carlo Capicchioni et Anna Maria Muccioli | 1er octobre 2013   |
| Saint-Vincent-et-les-Grenadines               | Reine                                         | Élisabeth II                                  | 27 octobre 1979    |
| Saint-Vincent-et-les-Grenadines               | Gouverneur général                            | Frederick Ballantyne                          | 2 septembre 2002   |
| Saint-Vincent-et-les-Grenadines               | Premier ministre                              | Ralph Gonsalves                               | 29 mars 2001       |
| Îles Salomon                                  | Reine                                         | Élisabeth II                                  | 7 juillet 1978     |
| Îles Salomon                                  | Gouverneur général                            | Sir Frank Kabui                               | 7 juillet 2009     |
| Îles Salomon                                  | Premiers ministres (successifs)               | Manasseh Sogavare                             | 9 décembre 2014    |
| Îles Salomon                                  | Premiers ministres (successifs)               | Gordon Darcy Lilo                             | 16 novembre 2011   |
| Salvador                                      | Présidents de la République (successifs)      | Salvador Sánchez Cerén                        | 1er juin 2014      |
| Salvador                                      | Présidents de la République (successifs)      | Mauricio Funes                                | 1er juin 2009      |
| Salvador                                      | Vice-présidents de la République (successifs) | Óscar Ortiz                                   | 1er juin 2014      |
| Salvador                                      | Vice-présidents de la République (successifs) | Salvador Sánchez Cerén                        | 1er juin 2009      |
| Samoa                                         | Chef de l’État                                | Tupua Tamasese Tupuola Tufuga Efi             | 20 juin 2007       |
| Samoa                                         | Premier ministre                              | Tuilaepa Sailele Malielegaoi                  | 23 novembre 1998   |
| Sao Tomé-et-Principe (voir aussi : §10)       | Président de la République                    | Manuel Pinto da Costa                         | 3 septembre 2011   |
| Sao Tomé-et-Principe (voir aussi : §10)       | Premiers ministres (successifs)               | Patrice Trovoada                              | 29 novembre 2014   |
| Sao Tomé-et-Principe (voir aussi : §10)       | Premiers ministres (successifs)               | Gabriel Costa                                 | 12 décembre 2012   |
| Sénégal                                       | Président de la République                    | Macky Sall                                    | 2 avril 2012       |
| Sénégal                                       | Premiers ministres (successifs)               | Mohamed Ben Abdallah Dionne                   | 6 juillet 2014     |
| Sénégal                                       | Premiers ministres (successifs)               | Aminata Touré                                 | 1er septembre 2013 |
| Serbie (voir aussi : §1, §11))                | Président de la République                    | Tomislav Nikolić                              | 31 mai 2012        |
| Serbie (voir aussi : §1, §11))                | Présidents du gouvernement (successifs)       | Aleksandar Vučić                              | 27 avril 2014      |
| Serbie (voir aussi : §1, §11))                | Présidents du gouvernement (successifs)       | Ivica Dačić                                   | 27 juillet 2012    |
| Seychelles                                    | Président de la République                    | James Michel                                  | 14 avril 2004      |
| Seychelles                                    | Vice-président de la République               | Danny Faure                                   | 1er juillet 2010   |
| Sierra Leone                                  | Président de la République                    | Ernest Bai Koroma                             | 17 septembre 2007  |
| Sierra Leone                                  | Vice-président de la République               | Samuel Sam-Sumana                             | 17 septembre 2007  |
| Singapour                                     | Président de la République                    | Tony Tan Keng Yam                             | 1er septembre 2011 |
| Singapour                                     | Premier ministre                              | Lee Hsien Loong                               | 12 août 2004       |
| Slovaquie                                     | Présidents de la République (successifs)      | Andrej Kiska                                  | 15 juin 2014       |
| Slovaquie                                     | Présidents de la République (successifs)      | Ivan Gašparovič                               | 15 juin 2004       |
| Slovaquie                                     | Président du gouvernement                     | Robert Fico                                   | 8 juillet 2010     |
| Slovénie                                      | Président de la République                    | Borut Pahor                                   | 22 décembre 2012   |
| Slovénie                                      | Présidents du gouvernement (successifs)       | Miro Cerar                                    | 18 septembre 2014  |
| Slovénie                                      | Présidents du gouvernement (successifs)       | Alenka Bratušek                               | 20 mars 2013       |
| Somalie (voir aussi : §11)                    | Président de la République                    | Hassan Sheikh Mohamoud                        | 10 septembre 2012  |
| Somalie (voir aussi : §11)                    | Premiers ministres (successifs)               | Omar Abdirashid Ali Shermarke                 | 24 décembre 2014   |
| Somalie (voir aussi : §11)                    | Premiers ministres (successifs)               | Abdiweli Sheikh Ahmed                         | 12 décembre 2013   |
| Soudan                                        | Président de la République                    | Omar el-Béchir                                | 30 juin 1989       |
| Soudan                                        | Premier vice-président de la République       | Bakri Hassan Saleh                            | 8 décembre 2013    |
| Soudan                                        | Second vice-président de la République        | Hassabu Mohamed Abdalrahman                   | 8 décembre 2013    |
| Soudan du Sud                                 | Président de la République                    | Salva Kiir                                    | 9 juillet 2011     |
| Soudan du Sud                                 | Vice-président                                | James Wani Igga                               | 24 août 2013       |
| Sri Lanka                                     | Président de la République                    | Mahinda Rajapakse                             | 19 novembre 2005   |
| Sri Lanka                                     | Premier ministre                              | D.M. Jayaratne                                | 21 avril 2010      |
| Suède                                         | Roi                                           | Charles XVI Gustave                           | 19 septembre 1973  |
| Suède                                         | Premiers ministres (successifs)               | Stefan Löfven                                 | 3 octobre 2014     |
| Suède                                         | Premiers ministres (successifs)               | Fredrik Reinfeldt                             | 6 octobre 2006     |
| Suisse                                        | Président de la Confédération                 | Didier Burkhalter                             | 1er janvier 2014   |
| Suriname                                      | Président                                     | Dési Bouterse                                 | 12 août 2010       |
| Suriname                                      | Vice-président                                | Robert Ameerali                               | 12 août 2010       |
| Swaziland                                     | Roi                                           | Mswati III                                    | 25 avril 1986      |
| Swaziland                                     | Premier ministre                              | Barnabas Sibusiso Dlamini                     | 23 octobre 2008    |
| Syrie (voir aussi : §10, §12)                 | Président de la République                    | Bachar el-Assad                               | 17 juillet 2000    |
| Syrie (voir aussi : §10, §12)                 | Premier ministre                              | Wael al-Halki                                 | 9 août 2012        |

## T
| Pays                                 | Fonction                                 | Nom                                        | Depuis (le)      |
| ------------------------------------ | ---------------------------------------- | ------------------------------------------ | ---------------- |
| Tadjikistan (voir aussi : §10)       | Président                                | Emomalii Rahmon                            | 19 novembre 1992 |
| Tadjikistan (voir aussi : §10)       | Premier ministre                         | Kokhir Rasulzoda                           | 23 novembre 2003 |
| Tanzanie (voir aussi : §10)          | Président de la République               | Jakaya Kikwete                             | 21 décembre 2005 |
| Tanzanie (voir aussi : §10)          | Premier ministre                         | Mizengo Pinda                              | 9 février 2008   |
| Tchad                                | Président de la République               | Idriss Déby                                | 2 décembre 1990  |
| Tchad                                | Premier ministre                         | Kalzeubé Pahimi Deubet                     | 21 novembre 2013 |
| Tchéquie                             | Président de la République               | Miloš Zeman                                | 7 mars 2013      |
| Tchéquie                             | Premiers ministres (successifs)          | Bohuslav Sobotka                           | 29 janvier 2014  |
| Tchéquie                             | Premiers ministres (successifs)          | Jiří Rusnok                                | 10 juillet 2013  |
| Thaïlande                            | Roi                                      | Bhumibol Adulyadej                         | 9 juin 1946      |
| Thaïlande                            | Premiers ministres (successifs)          | Prayuth Chan-ocha                          | 22 mai 2014      |
| Thaïlande                            | Premiers ministres (successifs)          | Niwatthamrong Boonsongpaisan (par intérim) | 7 mai 2014       |
| Thaïlande                            | Premiers ministres (successifs)          | Yingluck Shinawatra                        | 8 août 2011      |
| Timor oriental                       | Président de la République               | Taur Matan Ruak                            | 20 mai 2011      |
| Timor oriental                       | Premier ministre                         | Xanana Gusmão                              | 8 août 2007      |
| Togo                                 | Président de la République               | Faure Gnassingbé                           | 4 mai 2005       |
| Togo                                 | Premier ministres                        | Kwesi Ahoomey-Zunu                         | 23 juillet 2012  |
| Tonga                                | Roi                                      | Tupou VI                                   | 18 mars 2012     |
| Tonga                                | Premiers ministres (successifs)          | ʻAkilisi Pohiva                            | 30 décembre 2014 |
| Tonga                                | Premiers ministres (successifs)          | Lord Tu‘ivakano                            | 22 décembre 2010 |
| Trinité-et-Tobago (voir aussi : §10) | Présidents de la République              | Anthony Carmona                            | 18 mars 2013     |
| Trinité-et-Tobago (voir aussi : §10) | Premier ministre                         | Kamla Persad-Bissessar                     | 26 mai 2010      |
| Tunisie                              | Présidents de la République (successifs) | Béji Caïd Essebsi                          | 31 décembre 2014 |
| Tunisie                              | Présidents de la République (successifs) | Moncef Marzouki                            | 13 décembre 2011 |
| Tunisie                              | Chefs du gouvernement (successifs)       | Mehdi Jomaa                                | 29 janvier 2014  |
| Tunisie                              | Chefs du gouvernement (successifs)       | Ali Larayedh                               | 14 mars 2013     |
| Turkménistan                         | Président                                | Gurbanguly Berdimuhamedow                  | 21 décembre 2006 |
| Turkménistan                         | Vice Premier ministre                    | Raşit Meredow                              | 17 février 2007  |
| Turquie                              | Présidents de la République (successifs) | Recep Tayyip Erdoğan                       | 28 août 2014     |
| Turquie                              | Présidents de la République (successifs) | Abdullah Gül                               | 28 août 2007     |
| Turquie                              | Premiers ministres (successifs)          | Ahmet Davutoğlu                            | 28 août 2014     |
| Turquie                              | Premiers ministres (successifs)          | Recep Tayyip Erdoğan                       | 14 mars 2003     |
| Tuvalu                               | Reine                                    | Élisabeth II                               | 1er octobre 1978 |
| Tuvalu                               | Gouverneur général                       | Iakoba Taeia Italeli                       | 16 avril 2010    |
| Tuvalu                               | Premier ministre                         | Enele Sopoaga                              | 1er août 2013    |

## U
| Pays                           | Fonction                        | Nom                                 | Depuis (le)                       |
| ------------------------------ | ------------------------------- | ----------------------------------- | --------------------------------- |
| Ukraine (voir aussi §10, §12)) | Présidents (successifs)         | Petro Porochenko                    | 7 juin 2014                       |
| Ukraine (voir aussi §10, §12)) | Présidents (successifs)         | Oleksandr Tourtchynov (par intérim) | 23 février 2014                   |
| Ukraine (voir aussi §10, §12)) | Présidents (successifs)         | Viktor Ianoukovytch                 | 25 février 2010                   |
| Ukraine (voir aussi §10, §12)) | Premiers ministres (successifs) | Volodymyr Groysman (par intérim)    | 24 juillet 2014 - 31 juillet 2014 |
| Ukraine (voir aussi §10, §12)) | Premiers ministres (successifs) | Arseni Iatseniouk                   | 26 février 2014                   |
| Ukraine (voir aussi §10, §12)) | Premiers ministres (successifs) | Oleksandr Tourtchynov (par intérim) | 22 février 2014                   |
| Ukraine (voir aussi §10, §12)) | Premiers ministres (successifs) | Serhi Arbouzov (par intérim)        | 28 janvier 2014                   |
| Ukraine (voir aussi §10, §12)) | Premiers ministres (successifs) | Mykola Azarov                       | 11 mars 2010                      |
| Uruguay                        | Président de la République      | José Mujica                         | 1er mars 2010                     |
| Uruguay                        | Vice-président de la République | Danilo Astori                       | 1er mars 2010                     |

## V
| Pays                  | Fonction                                          | Nom                          | Depuis (le)       |
| --------------------- | ------------------------------------------------- | ---------------------------- | ----------------- |
| Vanuatu               | Présidents de la République (successifs)          | Baldwin Lonsdale             | 22 septembre 2014 |
| Vanuatu               | Présidents de la République (successifs)          | Philip Boedoro (par intérim) | 2 septembre 2014  |
| Vanuatu               | Présidents de la République (successifs)          | Iolu Abil                    | 2 septembre 2009  |
| Vanuatu               | Premiers ministres (successifs)                   | Joe Natuman                  | 15 mai 2014       |
| Vanuatu               | Premiers ministres (successifs)                   | Moana Carcasses Kalosil      | 23 mars 2013      |
| Vatican (Saint-Siège) | Souverains                                        | François (pape)              | 13 mars 2013      |
| Vatican (Saint-Siège) | Président du Gouvernorat                          | Giuseppe Bertello            | 1er octobre 2011  |
| Vatican (Saint-Siège) | Secrétaire d’État                                 | Pietro Parolin               | 15 octobre 2013   |
| Venezuela             | Président de la République                        | Nicolás Maduro               | 5 mars 2013       |
| Venezuela             | Vice-président exécutif                           | Jorge Arreaza                | 9 mars 2013       |
| Viêt Nam              | Secrétaire général du Parti communiste vietnamien | Nguyễn Phú Trọng             | 19 janvier 2011   |
| Viêt Nam              | Président                                         | Truong Tan Sang              | 25 juillet 2011   |
| Viêt Nam              | Premier ministre                                  | Nguyen Tan Dung              | 27 juin 2006      |

## Y
| Pays  | Fonction                        | Nom                  | Depuis (le)      |
| ----- | ------------------------------- | -------------------- | ---------------- |
| Yémen | Président                       | Abd Rab Mansour Hadi | 27 février 2012  |
| Yémen | Premiers ministres (successifs) | Khaled Bahah         | 7 novembre 2014  |
| Yémen | Premiers ministres (successifs) | Muhammad Basindawa   | 10 décembre 2011 |

## Z
| Pays     | Fonction                                             | Nom                     | Depuis (le)       |
| -------- | ---------------------------------------------------- | ----------------------- | ----------------- |
| Zambie   | Présidents (successifs)                              | Guy Scott (par intérim) | 28 octobre 2014   |
| Zambie   | Présidents (successifs)                              | Michael Sata            | 23 septembre 2011 |
| Zambie   | Vice-président de la République                      | vacant                  | 28 octobre 2014   |
| Zambie   | Vice-président de la République                      | Guy Scott               | 23 septembre 2011 |
| Zimbabwe | Président                                            | Robert Mugabe           | 31 décembre 1987  |
| Zimbabwe | Premier Vice-président de la République (successifs) | Emmerson Mnangagwa      | 12 décembre 2014  |
| Zimbabwe | Premier Vice-président de la République (successifs) | Joice Mujuru            | 6 décembre 2004   |
| Zimbabwe | Second Vice-président de la République               | Phelekezela Mphoko      | 6 décembre 2014   |
| Zimbabwe | Second Vice-président de la République               | vacant                  | 17 janvier 2013   |

- Haut – A
- B
- C
- D
- E
- F
- G
- H
- I
- J
- K
- L
- M
- N
- O
- P
- Q
- R
- S
- T
- U
- V
- W
- X
- Y
- Z

## Entités partiellement reconnues comme État
Ces pays sont reconnus par plusieurs autres États, mais pas encore par l'ONU, c'est-à-dire pas par la majorité des membres de cet organisme.
| Entité et statut | Issue de | Fonction                                 | Nom                       | Depuis le         |
| --- | -------- | ---------------------------------------- | ------------------------- | ----------------- |
| Abkhazie (État pro-russe sécessionniste de la Géorgie) (voir aussi : §12) | Géorgie  | Présidents (successifs)                  | Raul Khadjimba            | 25 septembre 2014 |
| Abkhazie (État pro-russe sécessionniste de la Géorgie) (voir aussi : §12) | Géorgie  | Présidents (successifs)                  | Valeri Bganba (intérim)   | 31 mai 2014       |
| Abkhazie (État pro-russe sécessionniste de la Géorgie) (voir aussi : §12) | Géorgie  | Présidents (successifs)                  | Aleksandr Ankvab          | 7 février 2011    |
| Abkhazie (État pro-russe sécessionniste de la Géorgie) (voir aussi : §12) | Géorgie  | Premiers ministres (successifs)          | Beslan Boutba             | 29 septembre 2014 |
| Abkhazie (État pro-russe sécessionniste de la Géorgie) (voir aussi : §12) | Géorgie  | Premiers ministres (successifs)          | Vladimir Delba (intérim)  | 2 juin 2014       |
| Abkhazie (État pro-russe sécessionniste de la Géorgie) (voir aussi : §12) | Géorgie  | Premiers ministres (successifs)          | Leonid Lakerbaia          | 27 septembre 2011 |
| Chypre du Nord (gouvernement pro-turc) (voir aussi : §12) | Chypre   | Président                                | Derviş Eroğlu             | 23 avril 2010     |
| Chypre du Nord (gouvernement pro-turc) (voir aussi : §12) | Chypre   | Premier ministre                         | Özkan Yorgancıoğlu        | 2 septembre 2013  |
| Kosovo (Région autonome puis République auto-proclamée indépendante de la Serbie) (voir aussi : §11) | Serbie   | Présidente de la République              | Atifete Jahjaga           | 7 avril 2011      |
| Kosovo (Région autonome puis République auto-proclamée indépendante de la Serbie) (voir aussi : §11) | Serbie   | Premiers ministres (successifs)          | Isa Mustafa               | 9 décembre 2014   |
| Kosovo (Région autonome puis République auto-proclamée indépendante de la Serbie) (voir aussi : §11) | Serbie   | Premiers ministres (successifs)          | Hashim Thaçi              | 9 janvier 2008    |
| Kosovo (Région autonome puis République auto-proclamée indépendante de la Serbie) (voir aussi : §11) | Serbie   | Administrateur de l’ONU                  | Farid Zarif (Afghanistan) | 11 octobre 2011   |
| Ossétie du Sud (État pro-russe sécessionniste de la Géorgie) (voir aussi : §12) | Géorgie  | Président                                | Leonid Tibilov            | 19 avril 2012     |
| Ossétie du Sud (État pro-russe sécessionniste de la Géorgie) (voir aussi : §12) | Géorgie  | Premiers ministres (successifs)          | Domenty Kulumbegov        | 20 janvier 2014   |
| Ossétie du Sud (État pro-russe sécessionniste de la Géorgie) (voir aussi : §12) | Géorgie  | Premiers ministres (successifs)          | Rostislav Khugayev        | 26 avril 2012     |
| État de Palestine (État putatif proclamé par l’Organisation de libération de la Palestine - OLP en 1989, mais qui demeure inopérant malgré une reconnaissance internationale partielle) (voir aussi : §2) | Israël   | Président                                | Mahmoud Abbas             | 8 mai 2005        |
| État de Palestine (État putatif proclamé par l’Organisation de libération de la Palestine - OLP en 1989, mais qui demeure inopérant malgré une reconnaissance internationale partielle) (voir aussi : §2) | Israël   | Le président du Comité exécutif de l’OLP | Mahmoud Abbas             | 11 novembre 2004  |
| Sahara occidental alias République arabe sahraouie démocratique (RASD) | Maroc    | Président                                | Mohamed Abdelaziz         | 30 août 1976      |
| Sahara occidental alias République arabe sahraouie démocratique (RASD) | Maroc    | Premier ministre                         | Abdelkader Taleb Oumar    | 29 octobre 2003   |
| Taïwan alias République de Chine | Chine    | Président de la République               | Ma Ying-jeou              | 20 mai 2008       |
| Taïwan alias République de Chine | Chine    | Présidents du Yuan exécutif (successifs) | Mao Chi-kuo               | 4 décembre 2014   |
| Taïwan alias République de Chine | Chine    | Présidents du Yuan exécutif (successifs) | Jiang Yi-huah             | 18 février 2013   |

## Entités proches du statut d’État
| Entité                                    | Statut                                              | Nom                       | Depuis (le)       |
| ----------------------------------------- | --------------------------------------------------- | ------------------------- | ----------------- |
| Autorité palestinienne (voir aussi : §12) | Président                                           | Mahmoud Abbas             | 15 janvier 2005   |
| Autorité palestinienne (voir aussi : §12) | Premier ministre                                    | Rami Hamdallah            | 6 juin 2013       |
| Union européenne                          | Présidents du Conseil européen (successifs)         | Donald Tusk               | 1er décembre 2014 |
| Union européenne                          | Présidents du Conseil européen (successifs)         | Herman Van Rompuy         | 1er décembre 2009 |
| Union européenne                          | Présidents de la Commission européenne (successifs) | Jean-Claude Juncker       | 1er novembre 2014 |
| Union européenne                          | Présidents de la Commission européenne (successifs) | José Manuel Durão Barroso | 22 novembre 2004  |

## Départements français d'outre-mer, collectivités françaises d'outre-mer et territoires français à statut spécial
Ces entités relèvent de la révision constitutionnelle du 28 mars 2003, relative aux territoires de la République française.
Mayotte, précédemment collectivité d'outre-mer est devenu un département d'outre-mer à partir du 31 mars 2011.
| Territoire                                                                       | Statut                                                  | Fonction                                                                                 | Nom                          | Depuis le         |
| -------------------------------------------------------------------------------- | ------------------------------------------------------- | ---------------------------------------------------------------------------------------- | ---------------------------- | ----------------- |
| Île de Clipperton                                                                | Domaine public maritime de l'État français              | Président de la République                                                               | François Hollande            | 15 mai 2012       |
| Île de Clipperton                                                                | Domaine public maritime de l'État français              | Ministres chargées de l'Outre-mer (successifs)                                           | George Pau-Langevin          | 2 avril 2014      |
| Île de Clipperton                                                                | Domaine public maritime de l'État français              | Ministres chargées de l'Outre-mer (successifs)                                           | Victorin Lurel               | 16 mai 2012       |
| Île de Clipperton                                                                | Domaine public maritime de l'État français              | Haut-Commissaire                                                                         | Lionel Beffre                | 16 septembre 2013 |
| Domaines français d'Israël Domaine National Français en Terre Sainte             | Possessions de l'État français                          | Président de la République                                                               | François Hollande            | 15 mai 2012       |
| Domaines français d'Israël Domaine National Français en Terre Sainte             | Possessions de l'État français                          | Ministre des Affaires étrangères                                                         | Laurent Fabius               | 16 mai 2012       |
| Domaines français d'Israël Domaine National Français en Terre Sainte             | Possessions de l'État français                          | Consul Général de France à Jérusalem                                                     | Hervé Magro                  | 4 juillet 2013    |
| Domaines français de Sainte-Hélène                                               | Possessions de l'État français                          | Président de la République                                                               | François Hollande            | 15 mai 2012       |
| Domaines français de Sainte-Hélène                                               | Possessions de l'État français                          | Ministre des Affaires étrangères                                                         | Laurent Fabius               | 16 mai 2012       |
| Domaines français de Sainte-Hélène                                               | Possessions de l'État français                          | Consul honoraire                                                                         | Michel Dancoisne-Martineau   | 1er décembre 1987 |
| Domaines français de Sainte-Hélène                                               | Possessions de l'État français                          | Conservateur                                                                             | Michel Dancoisne-Martineau   | 5 août 1991       |
| Domaines français de Vatican Pieux Établissements de la France à Rome et Lorette | Possessions de l'État français                          | Président de la République                                                               | François Hollande            | 15 mai 2012       |
| Domaines français de Vatican Pieux Établissements de la France à Rome et Lorette | Possessions de l'État français                          | Ministre des Affaires étrangères                                                         | Laurent Fabius               | 16 mai 2012       |
| Domaines français de Vatican Pieux Établissements de la France à Rome et Lorette | Possessions de l'État français                          | Président de la Congrégation générale                                                    | Bruno Joubert                | 9 mars 2012       |
| Domaines français de Vatican Pieux Établissements de la France à Rome et Lorette | Possessions de l'État français                          | Administrateur de la Fondation des Pieux Établissements de la France à Rome et à Lorette | révérend père Bernard Ardura | 15 avril 2005     |
| Guadeloupe                                                                       | Département d'outre-mer français                        | Président de la République                                                               | François Hollande            | 15 mai 2012       |
| Guadeloupe                                                                       | Département d'outre-mer français                        | Préfets (successifs)                                                                     | Jacques Billant              | 1er décembre 2014 |
| Guadeloupe                                                                       | Département d'outre-mer français                        | Préfets (successifs)                                                                     | Marcelle Pierrot             | 14 février 2013   |
| Guadeloupe                                                                       | Département d'outre-mer français                        | Présidents du conseil régional (successifs)                                              | Victorin Lurel               | 2 mai 2014        |
| Guadeloupe                                                                       | Département d'outre-mer français                        | Présidents du conseil régional (successifs)                                              | Josette Borel-Lincertin      | 3 août 2012       |
| Guadeloupe                                                                       | Département d'outre-mer français                        | Président du conseil général                                                             | Jacques Gillot               | 23 mars 2001      |
| Guyane                                                                           | Département d'outre-mer français                        | Président de la République                                                               | François Hollande            | 15 mai 2012       |
| Guyane                                                                           | Département d'outre-mer français                        | Préfet                                                                                   | Éric Spitz                   | 24 juin 2013      |
| Guyane                                                                           | Département d'outre-mer français                        | Président du conseil régional                                                            | Rodolphe Alexandre           | 26 mars 2010      |
| Guyane                                                                           | Département d'outre-mer français                        | Président du conseil général                                                             | Alain Tien-Liong             | 20 mars 2008      |
| Hauteville House                                                                 | Propriété de la mairie de Paris dans l'île de Guernesey | Président de la République                                                               | François Hollande            | 15 mai 2012       |
| Hauteville House                                                                 | Propriété de la mairie de Paris dans l'île de Guernesey | Ministre des Affaires étrangères                                                         | Laurent Fabius               | 16 mai 2012       |
| Hauteville House                                                                 | Propriété de la mairie de Paris dans l'île de Guernesey | Consul honoraire                                                                         | Odile Blanchette             | ?                 |
| Hauteville House                                                                 | Propriété de la mairie de Paris dans l'île de Guernesey | Conservatrice                                                                            | Odile Blanchette             | ?                 |
| Martinique                                                                       | Département d'outre-mer français                        | Président de la République                                                               | François Hollande            | 15 mai 2012       |
| Martinique                                                                       | Département d'outre-mer français                        | Préfets (successifs)                                                                     | Fabrice Rigoulet-Roze        | 31 juillet 2014   |
| Martinique                                                                       | Département d'outre-mer français                        | Préfets (successifs)                                                                     | Laurent Prévost              | 30 mars 2011      |
| Martinique                                                                       | Département d'outre-mer français                        | Président du conseil régional                                                            | Serge Letchimy               | 26 mars 2010      |
| Martinique                                                                       | Département d'outre-mer français                        | Présidente du conseil général                                                            | Josette Manin                | 31 mars 2011      |
| Mayotte                                                                          | Département d'outre-mer français                        | Président de la République                                                               | François Hollande            | 15 mai 2012       |
| Mayotte                                                                          | Département d'outre-mer français                        | Préfets (successifs)                                                                     | Seymour Morsy                | 2 septembre 2014  |
| Mayotte                                                                          | Département d'outre-mer français                        | Préfets (successifs)                                                                     | Jacques Witkowski            | 18 février 2013   |
| Mayotte                                                                          | Département d'outre-mer français                        | Président du conseil général                                                             | Daniel Zaïdani               | 3 avril 2011      |
| Nouvelle-Calédonie                                                               | Collectivité sui generis français                       | Présidents de la République                                                              | François Hollande            | 15 mai 2012       |
| Nouvelle-Calédonie                                                               | Collectivité sui generis français                       | Hauts-Commissaires (successifs)                                                          | Vincent Bouvier              | 18 août 2014      |
| Nouvelle-Calédonie                                                               | Collectivité sui generis français                       | Hauts-Commissaires (successifs)                                                          | Pascal Gauci (par intérim)   | 23 juillet 2014   |
| Nouvelle-Calédonie                                                               | Collectivité sui generis français                       | Hauts-Commissaires (successifs)                                                          | Jean-Jacques Brot            | 27 février 2013   |
| Nouvelle-Calédonie                                                               | Collectivité sui generis français                       | Présidents du gouvernement (successifs)                                                  | Cynthia Ligeard              | 5 juin 2014       |
| Nouvelle-Calédonie                                                               | Collectivité sui generis français                       | Présidents du gouvernement (successifs)                                                  | Harold Martin                | 3 mars 2011       |
| Polynésie française                                                              | Collectivité d'outre-mer français                       | Président de la République                                                               | François Hollande            | 15 mai 2012       |
| Polynésie française                                                              | Collectivité d'outre-mer français                       | Haut-Commissaire                                                                         | Lionel Beffre                | 16 septembre 2013 |
| Polynésie française                                                              | Collectivité d'outre-mer français                       | Présidents (successifs)                                                                  | Édouard Fritch               | 12 septembre 2014 |
| Polynésie française                                                              | Collectivité d'outre-mer français                       | Présidents (successifs)                                                                  | Nuihau Laurey (par intérim)  | 5 septembre 2014  |
| Polynésie française                                                              | Collectivité d'outre-mer français                       | Présidents (successifs)                                                                  | Gaston Flosse                | 17 mai 2013       |
| Réunion                                                                          | Département d'outre-mer français                        | Président de la République                                                               | François Hollande            | 15 mai 2012       |
| Réunion                                                                          | Département d'outre-mer français                        | Préfets (successifs)                                                                     | Dominique Sorain             | 2 septembre 2014  |
| Réunion                                                                          | Département d'outre-mer français                        | Préfets (successifs)                                                                     | Jean-Luc Marx                | 27 août 2012      |
| Réunion                                                                          | Département d'outre-mer français                        | Président du conseil régional                                                            | Didier Robert                | 26 mars 2011      |
| Réunion                                                                          | Département d'outre-mer français                        | Présidente du conseil général                                                            | Nassimah Dindar              | 1er avril 2004    |
| Saint-Barthelemy                                                                 | Collectivité d'outre-mer française                      | Président de la République                                                               | François Hollande            | 15 mai 2012       |
| Saint-Barthelemy                                                                 | Collectivité d'outre-mer française                      | Préfets (successifs)                                                                     | Jacques Billant              | 1er décembre 2014 |
| Saint-Barthelemy                                                                 | Collectivité d'outre-mer française                      | Préfets (successifs)                                                                     | Marcelle Pierrot             | 14 février 2013   |
| Saint-Barthelemy                                                                 | Collectivité d'outre-mer française                      | Préfet délégué                                                                           | Philippe Chopin              | 12 décembre 2011  |
| Saint-Barthelemy                                                                 | Collectivité d'outre-mer française                      | Président du Conseil territorial                                                         | Bruno Magras                 | 15 juillet 2007   |
| Saint-Martin                                                                     | Collectivité d'outre-mer française                      | Président de la République                                                               | François Hollande            | 15 mai 2012       |
| Saint-Martin                                                                     | Collectivité d'outre-mer française                      | Préfets (successifs)                                                                     | Jacques Billant              | 1er décembre 2014 |
| Saint-Martin                                                                     | Collectivité d'outre-mer française                      | Préfets (successifs)                                                                     | Marcelle Pierrot             | 14 février 2013   |
| Saint-Martin                                                                     | Collectivité d'outre-mer française                      | Préfet délégué                                                                           | Philippe Chopin              | 12 décembre 2011  |
| Saint-Martin                                                                     | Collectivité d'outre-mer française                      | Président du Conseil territorial                                                         | Aline Hanson                 | 17 avril 2013     |
| Saint-Pierre-et-Miquelon                                                         | Collectivité d'outre-mer française                      | Président de la République                                                               | François Hollande            | 15 mai 2012       |
| Saint-Pierre-et-Miquelon                                                         | Collectivité d'outre-mer française                      | Préfets (successifs)                                                                     | Jean-Christophe Bouvier      | 4 septembre 2014  |
| Saint-Pierre-et-Miquelon                                                         | Collectivité d'outre-mer française                      | Préfets (successifs)                                                                     | Patrice Latron               | 12 décembre 2011  |
| Saint-Pierre-et-Miquelon                                                         | Collectivité d'outre-mer française                      | Président du Conseil territorial                                                         | Stéphane Artano              | 24 mars 2006      |
| Terres australes et antarctiques françaises                                      | Territoire d'outre-mer français                         | Président de la République                                                               | François Hollande            | 15 mai 2012       |
| Terres australes et antarctiques françaises                                      | Territoire d'outre-mer français                         | Préfets administrateurs supérieurs (successifs)                                          | Cécile Pozzo di Borgo        | 7 octobre 2014    |
| Terres australes et antarctiques françaises                                      | Territoire d'outre-mer français                         | Préfets administrateurs supérieurs (successifs)                                          | Pascal Bolot                 | 10 avril 2012     |
| Wallis-et-Futuna                                                                 | Collectivité d'outre-mer française                      | Président de la République                                                               | François Hollande            | 15 mai 2012       |
| Wallis-et-Futuna                                                                 | Collectivité d'outre-mer française                      | Administrateurs supérieurs                                                               | Michel Aubouin               | 30 mars 2013      |
| Wallis-et-Futuna                                                                 | Collectivité d'outre-mer française                      | Présidents de l'Assemblée territoriale (successifs)                                      | Mikaele Kulimoetoke          | 26 novembre 2014  |
| Wallis-et-Futuna                                                                 | Collectivité d'outre-mer française                      | Présidents de l'Assemblée territoriale (successifs)                                      | Petelo Hanisi                | 11 décembre 2013  |

## Territoires britanniques d'outre-mer et dépendances de la Couronne britannique
Un Territoire britannique d'outre-mer (en anglais, United Kingdom Overseas Territory, anciennement appelé Dependent Territory et plus tôt encore une colonie de la Couronne Crown colony) est l'un des 14 territoires qui trouve sous la souveraineté et le contrôle formel du Royaume-Uni mais qui n'est pas une partie du Royaume proprement dit (Grande-Bretagne et Irlande du Nord). Ils sont les vestiges de l'Empire britannique qui n'ont pas accédé à l'indépendance ou qui ont voté pour rester territoires britanniques.
Une Dépendance de la Couronne (en anglais Crown dependency) désigne les territoires qui sont possession de la Couronne britannique sans pour autant être rattachés au Royaume-Uni (et donc à l’Union européenne), au contraire des territoires britanniques d’outre-mer.
| Territoire                                                                          | Statut | Fonction                                                   | Nom                                 | Depuis le         |
| ----------------------------------------------------------------------------------- | --- | ---------------------------------------------------------- | ----------------------------------- | ----------------- |
| Akrotiri and Dhekelia                                                               | Base militaire souveraine                                                                                     | Reine                                                      | Élisabeth II                        | 6 février 1952    |
| Akrotiri and Dhekelia                                                               | Base militaire souveraine                                                                                     | Administrateur                                             | Richard J. Cripwell                 | 10 janvier 2013   |
| Anguilla                                                                            | Territoire britannique d'outre-mer                                                                            | Reine                                                      | Élisabeth II                        | 6 février 1952    |
| Anguilla                                                                            | Territoire britannique d'outre-mer                                                                            | Gouverneur                                                 | Christina Scott                     | 23 juillet 2013   |
| Anguilla                                                                            | Territoire britannique d'outre-mer                                                                            | Vice-gouverneur                                            | Stanley Reid                        | ?                 |
| Anguilla                                                                            | Territoire britannique d'outre-mer                                                                            | Ministre en chef                                           | Hubert Hughes                       | 16 février 2010   |
| Ascension                                                                           | Dépendance de Sainte-Hélène, Ascension et Tristan da Cunha                                                    | Gouverneur de Sainte-Hélène, Ascension et Tristan da Cunha | Mark Capes                          | 29 octobre 2011   |
| Ascension                                                                           | Dépendance de Sainte-Hélène, Ascension et Tristan da Cunha                                                    | Administrateurs de l'Île de l'Ascension (successifs)       | Marc Holland                        | 27 août 2014      |
| Ascension                                                                           | Dépendance de Sainte-Hélène, Ascension et Tristan da Cunha                                                    | Administrateurs de l'Île de l'Ascension (successifs)       | Colin Wells                         | 27 octobre 2011   |
| Aurigny                                                                             | Dépendance de Guernesey                                                                                       | Lieutenant-gouverneur de Guernesey                         | Peter Walker                        | 15 avril 2011     |
| Aurigny                                                                             | Dépendance de Guernesey                                                                                       | Bailli de Guernesey                                        | Richard Collas                      | 23 mars 2012      |
| Aurigny                                                                             | Dépendance de Guernesey                                                                                       | Premiers ministres de Guernesey (successifs)               | Jonathan Le Tocq                    | 12 mars 2014      |
| Aurigny                                                                             | Dépendance de Guernesey                                                                                       | Premiers ministres de Guernesey (successifs)               | Peter Harwood                       | 1er mai 2012      |
| Aurigny                                                                             | Dépendance de Guernesey                                                                                       | Président des États (Chef du gouvernement)                 | Stuart Trought                      | 22 juin 2011      |
| Antarctique (Territoire britannique de l') (British Antarctic Territory - BAT)      | Territoire britannique d'outre-mer Régi par le Traité de l'Antarctique ; contesté par l'Argentine et le Chili | Reine                                                      | Élisabeth II                        | 6 février 1952    |
| Antarctique (Territoire britannique de l') (British Antarctic Territory - BAT)      | Territoire britannique d'outre-mer Régi par le Traité de l'Antarctique ; contesté par l'Argentine et le Chili | Commissaire                                                | Peter Hayes                         | 17 octobre 2012   |
| Antarctique (Territoire britannique de l') (British Antarctic Territory - BAT)      | Territoire britannique d'outre-mer Régi par le Traité de l'Antarctique ; contesté par l'Argentine et le Chili | Administrateur                                             | Henry Burgess                       | 2011              |
| Bermudes                                                                            | Territoire britannique d'outre-mer                                                                            | Reine                                                      | Élisabeth II                        | 6 février 1952    |
| Bermudes                                                                            | Territoire britannique d'outre-mer                                                                            | Gouverneur                                                 | George Fergusson                    | 23 mai 2012       |
| Bermudes                                                                            | Territoire britannique d'outre-mer                                                                            | Premiers ministres (successifs)                            | Michael Dunkley                     | 19 mai 2014       |
| Bermudes                                                                            | Territoire britannique d'outre-mer                                                                            | Premiers ministres (successifs)                            | Craig Cannonier                     | 18 décembre 2012  |
| Brecqhou                                                                            | Dépendance de Guernesey                                                                                       | Lieutenant-gouverneur de Guernesey                         | Peter Walker                        | 15 avril 2011     |
| Brecqhou                                                                            | Dépendance de Guernesey                                                                                       | Bailli de Guernesey                                        | Richard Collas                      | 23 mars 2012      |
| Brecqhou                                                                            | Dépendance de Guernesey                                                                                       | Premiers ministres de Guernesey (successifs)               | Jonathan Le Tocq                    | 12 mars 2014      |
| Brecqhou                                                                            | Dépendance de Guernesey                                                                                       | Premiers ministres de Guernesey (successifs)               | Peter Harwood                       | 1er mai 2012      |
| Brecqhou                                                                            | Dépendance de Guernesey                                                                                       | Tenant                                                     | David Barclay                       | 1993              |
| Caïmans (îles)                                                                      | Territoire britannique d'outre-mer                                                                            | Reine                                                      | Élisabeth II                        | 6 février 1952    |
| Caïmans (îles)                                                                      | Territoire britannique d'outre-mer                                                                            | Gouverneur                                                 | Helen Kilpatrick                    | 6 septembre 2013  |
| Caïmans (îles)                                                                      | Territoire britannique d'outre-mer                                                                            | Premier                                                    | Alden McLaughlin                    | 29 mai 2013       |
| Caïmans (îles)                                                                      | Territoire britannique d'outre-mer                                                                            | Vice-premier                                               | Moses Kirkconnell                   | 29 mai 2013       |
| Falkland (îles) (alias îles Malouines)                                              | Territoire britannique d'outre-mer                                                                            | Reine                                                      | Élisabeth II                        | 6 février 1952    |
| Falkland (îles) (alias îles Malouines)                                              | Territoire britannique d'outre-mer                                                                            | Gouverneurs (successifs)                                   | Colin Roberts                       | 29 avril 2014     |
| Falkland (îles) (alias îles Malouines)                                              | Territoire britannique d'outre-mer                                                                            | Gouverneurs (successifs)                                   | John Duncan (par intérim)           | 28 février 2014   |
| Falkland (îles) (alias îles Malouines)                                              | Territoire britannique d'outre-mer                                                                            | Gouverneurs (successifs)                                   | Sandra Tyler-Haywood (par intérim)  | 25 février 2014   |
| Falkland (îles) (alias îles Malouines)                                              | Territoire britannique d'outre-mer                                                                            | Gouverneurs (successifs)                                   | Nigel Haywood                       | 16 octobre 2010   |
| Falkland (îles) (alias îles Malouines)                                              | Territoire britannique d'outre-mer                                                                            | Premier ministre                                           | Keith Padgett                       | 1er février 2012  |
| Géorgie du Sud-et-les Îles Sandwich du Sud                                          | Territoire britannique d'outre-mer (revendiqué par l'Argentine)                                               | Reine                                                      | Élisabeth II                        | 6 février 1952    |
| Géorgie du Sud-et-les Îles Sandwich du Sud                                          | Territoire britannique d'outre-mer (revendiqué par l'Argentine)                                               | Commissaires (successifs)                                  | Colin Roberts                       | 29 avril 2014     |
| Géorgie du Sud-et-les Îles Sandwich du Sud                                          | Territoire britannique d'outre-mer (revendiqué par l'Argentine)                                               | Commissaires (successifs)                                  | John Duncan (par intérim)           | 28 février 2014   |
| Géorgie du Sud-et-les Îles Sandwich du Sud                                          | Territoire britannique d'outre-mer (revendiqué par l'Argentine)                                               | Commissaires (successifs)                                  | Sandra Tyler-Haywood (par intérim)  | 25 février 2014   |
| Géorgie du Sud-et-les Îles Sandwich du Sud                                          | Territoire britannique d'outre-mer (revendiqué par l'Argentine)                                               | Commissaires (successifs)                                  | Nigel Haywood                       | 16 octobre 2010   |
| Gibraltar                                                                           | Territoire britannique d'outre-mer                                                                            | Reine                                                      | Élisabeth II                        | 6 février 1952    |
| Gibraltar                                                                           | Territoire britannique d'outre-mer                                                                            | Gouverneur                                                 | James Dutton                        | 6 décembre 2013   |
| Gibraltar                                                                           | Territoire britannique d'outre-mer                                                                            | Premier ministre                                           | Fabian Picardo                      | 9 décembre 2011   |
| Guernesey                                                                           | Dépendance de la Couronne britannique                                                                         | La Reine, Duc de Normandie                                 | Élisabeth II                        | 6 février 1952    |
| Guernesey                                                                           | Dépendance de la Couronne britannique                                                                         | Lieutenant-gouverneur                                      | Peter Walker                        | 15 avril 2011     |
| Guernesey                                                                           | Dépendance de la Couronne britannique                                                                         | Bailli                                                     | Richard Collas                      | 23 mars 2012      |
| Guernesey                                                                           | Dépendance de la Couronne britannique                                                                         | Premiers ministres (successifs)                            | Jonathan Le Tocq                    | 12 mars 2014      |
| Guernesey                                                                           | Dépendance de la Couronne britannique                                                                         | Premiers ministres (successifs)                            | Peter Harwood                       | 1er mai 2012      |
| Herm                                                                                | Dépendance de Guernesey                                                                                       | Lieutenant-gouverneur de Guernesey                         | Peter Walker                        | 15 avril 2011     |
| Herm                                                                                | Dépendance de Guernesey                                                                                       | Bailli de Guernesey                                        | Richard Collas                      | 23 mars 2012      |
| Herm                                                                                | Dépendance de Guernesey                                                                                       | Premiers ministres de Guernesey (successifs)               | Jonathan Le Tocq                    | 12 mars 2014      |
| Herm                                                                                | Dépendance de Guernesey                                                                                       | Premiers ministres de Guernesey (successifs)               | Peter Harwood                       | 1er mai 2012      |
| Herm                                                                                | Dépendance de Guernesey                                                                                       | Tenant                                                     | John Singer                         | 1er octobre 2008  |
| Jersey                                                                              | Dépendance de la Couronne britannique                                                                         | La Reine, Duc de Normandie                                 | Élisabeth II                        | 6 février 1952    |
| Jersey                                                                              | Dépendance de la Couronne britannique                                                                         | Lieutenant-gouverneur                                      | John McColl                         | 26 septembre 2011 |
| Jersey                                                                              | Dépendance de la Couronne britannique                                                                         | Bailli                                                     | Michael Birt                        | juin 2009         |
| Jersey                                                                              | Dépendance de la Couronne britannique                                                                         | Premier ministre                                           | Ian Gorst                           | 18 novembre 2011  |
| Jéthou                                                                              | Dépendance de Guernesey                                                                                       | Lieutenant-gouverneur de Guernesey                         | Peter Walker                        | 15 avril 2011     |
| Jéthou                                                                              | Dépendance de Guernesey                                                                                       | Bailli de Guernesey                                        | Richard Collas                      | 23 mars 2012      |
| Jéthou                                                                              | Dépendance de Guernesey                                                                                       | Premiers ministres de Guernesey (successifs)               | Jonathan Le Tocq                    | 12 mars 2014      |
| Jéthou                                                                              | Dépendance de Guernesey                                                                                       | Premiers ministres de Guernesey (successifs)               | Peter Harwood                       | 1er mai 2012      |
| Jéthou                                                                              | Dépendance de Guernesey                                                                                       | Subtenant                                                  | Peter Ogden                         | 1994              |
| Man (île de)                                                                        | Dépendance de la Couronne britannique                                                                         | La Reine, Seigneur de Man                                  | Élisabeth II                        | 6 février 1952    |
| Man (île de)                                                                        | Dépendance de la Couronne britannique                                                                         | Lieutenant-gouverneur                                      | Adam Wood                           | 7 avril 2011      |
| Man (île de)                                                                        | Dépendance de la Couronne britannique                                                                         | Premier deemster                                           | David Doyle                         | 16 novembre 2010  |
| Man (île de)                                                                        | Dépendance de la Couronne britannique                                                                         | Premier ministre                                           | Allan Bell                          | 11 octobre 2011   |
| Montserrat                                                                          | Territoire britannique d'outre-mer                                                                            | Reine                                                      | Élisabeth II                        | 6 février 1952    |
| Montserrat                                                                          | Territoire britannique d'outre-mer                                                                            | Gouverneur                                                 | Adrian Davis                        | 8 avril 2011      |
| Montserrat                                                                          | Territoire britannique d'outre-mer                                                                            | Premiers ministres (successifs)                            | Donaldson Romeo                     | 12 septembre 2014 |
| Montserrat                                                                          | Territoire britannique d'outre-mer                                                                            | Premiers ministres (successifs)                            | Reuben Meade                        | 10 septembre 2009 |
| Océan Indien (Territoire britannique de l') (British Indian Ocean Territory - BIOT) | Territoire britannique d'outre-mer                                                                            | Reine                                                      | Élisabeth II                        | 6 février 1952    |
| Océan Indien (Territoire britannique de l') (British Indian Ocean Territory - BIOT) | Territoire britannique d'outre-mer                                                                            | Commissaire                                                | Peter Hayes                         | 17 octobre 2012   |
| Océan Indien (Territoire britannique de l') (British Indian Ocean Territory - BIOT) | Territoire britannique d'outre-mer                                                                            | Administrateur                                             | Tom Moody                           | Juillet 2013      |
| Océan Indien (Territoire britannique de l') (British Indian Ocean Territory - BIOT) | Territoire britannique d'outre-mer                                                                            | Représentants du commissaire                               | Lee Hardy                           | 14 janvier 2013   |
| Pitcairn (îles)                                                                     | Territoire britannique d'outre-mer                                                                            | Reine                                                      | Élisabeth II                        | 6 février 1952    |
| Pitcairn (îles)                                                                     | Territoire britannique d'outre-mer                                                                            | Gouverneurs (successifs)                                   | Jonathan Sinclair                   | Août 2014         |
| Pitcairn (îles)                                                                     | Territoire britannique d'outre-mer                                                                            | Gouverneurs (successifs)                                   | Victoria Treadell                   | 29 mai 2010       |
| Pitcairn (îles)                                                                     | Territoire britannique d'outre-mer                                                                            | Maire                                                      | Shawn Christian                     | 1er janvier 2014  |
| Rockall (Écosse)                                                                    | Îlot inhabité et isolé rattaché au Conseil unitaire Hebrides Extérieures                                      | Secrétaire d'État pour l'Écosse                            | Alistair Carmichael                 | 7 octobre 2013    |
| Rockall (Écosse)                                                                    | Îlot inhabité et isolé rattaché au Conseil unitaire Hebrides Extérieures                                      | Premiers ministres d'Écosse (successifs)                   | Nicola Sturgeon                     | 19 novembre 2014  |
| Rockall (Écosse)                                                                    | Îlot inhabité et isolé rattaché au Conseil unitaire Hebrides Extérieures                                      | Premiers ministres d'Écosse (successifs)                   | Alex Salmond                        | 17 mai 2007       |
| Rockall (Écosse)                                                                    | Îlot inhabité et isolé rattaché au Conseil unitaire Hebrides Extérieures                                      | Président du Conseil des Hébrides Extérieures              | Norman A Macdonald                  | 10 mai 2012       |
| Sainte-Hélène, Ascension et Tristan da Cunha                                        | Territoire britannique d'outre-mer                                                                            | Reine                                                      | Élisabeth II                        | 6 février 1952    |
| Sainte-Hélène, Ascension et Tristan da Cunha                                        | Territoire britannique d'outre-mer                                                                            | Gouverneur                                                 | Mark Capes                          | 29 octobre 2011   |
| Sercq                                                                               | Dépendance de Guernesey                                                                                       | Lieutenant-gouverneur de Guernesey                         | Peter Walker                        | 15 avril 2011     |
| Sercq                                                                               | Dépendance de Guernesey                                                                                       | Bailli de Guernesey                                        | Richard Collas                      | 23 mars 2012      |
| Sercq                                                                               | Dépendance de Guernesey                                                                                       | Premiers ministres de Guernesey (successifs)               | Jonathan Le Tocq                    | 12 mars 2014      |
| Sercq                                                                               | Dépendance de Guernesey                                                                                       | Premiers ministres de Guernesey (successifs)               | Peter Harwood                       | 1er mai 2012      |
| Sercq                                                                               | Dépendance de Guernesey                                                                                       | Seigneur                                                   | Michael Beaumont                    | 14 juillet 1974   |
| Tristan da Cunha                                                                    | Dépendance de Sainte-Hélène, Ascension et Tristan da Cunha                                                    | Gouverneur de Sainte-Hélène, Ascension et Tristan da Cunha | Mark Capes                          | 29 octobre 2011   |
| Tristan da Cunha                                                                    | Dépendance de Sainte-Hélène, Ascension et Tristan da Cunha                                                    | Administrateur                                             | Alex Mitham                         | 23 septembre 2013 |
| Turques-et-Caïques (îles)                                                           | Territoire britannique d'outre-mer                                                                            | Reine                                                      | Élisabeth II                        | 6 février 1952    |
| Turques-et-Caïques (îles)                                                           | Territoire britannique d'outre-mer                                                                            | Gouverneur                                                 | Peter Beckingham                    | 8 octobre 2013    |
| Turques-et-Caïques (îles)                                                           | Territoire britannique d'outre-mer                                                                            | Premier ministre                                           | Rufus Ewing                         | 13 novembre 2012  |
| Vierges (îles britanniques)                                                         | Territoire britannique d'outre-mer                                                                            | Reine                                                      | Élisabeth II                        | 6 février 1952    |
| Vierges (îles britanniques)                                                         | Territoire britannique d'outre-mer                                                                            | Gouverneurs (successifs)                                   | John Duncan                         | 15 août 2014      |
| Vierges (îles britanniques)                                                         | Territoire britannique d'outre-mer                                                                            | Gouverneurs (successifs)                                   | Vivian Inez Archibald (par intérim) | 1er août 2014     |
| Vierges (îles britanniques)                                                         | Territoire britannique d'outre-mer                                                                            | Gouverneurs (successifs)                                   | William Boyd McCleary               | 20 août 2010      |
| Vierges (îles britanniques)                                                         | Territoire britannique d'outre-mer                                                                            | Vice-gouverneure                                           | Vivian Inez Archibald               | 15 septembre 2008 |
| Vierges (îles britanniques)                                                         | Territoire britannique d'outre-mer                                                                            | Premier ministre                                           | Orlando Smith                       | 9 novembre 2011   |

## Territoires spéciaux des États-Unis
| Territoires                                                                                              | Souveraineté & statut                                                                           | Fonction                    | Nom                                 | Depuis le        |
| --- | ----------------------------------------------------------------------------------------------- | --------------------------- | ----------------------------------- | ---------------- |
| Île Baker (Pacific Remote Islands Marine National Monument, Île mineure éloignée des États-Unis)         | États-Unis (Territoire non incorporé, non organisé, inhabité)                                   | Président                   | Barack Obama                        | 20 janvier 2009  |
| Île Baker (Pacific Remote Islands Marine National Monument, Île mineure éloignée des États-Unis)         | États-Unis (Territoire non incorporé, non organisé, inhabité)                                   | Directeur de la USFWS       | Daniel M. Ashe                      | 1er juillet 2011 |
| Guam | États-Unis (Territoire non incorporé, organisé)                                                 | Président                   | Barack Obama                        | 20 janvier 2009  |
| Guam | États-Unis (Territoire non incorporé, organisé)                                                 | Gouverneur                  | Eddie Calvo                         | 3 janvier 2011   |
| Guantanamo Bay                                                                                           | États-Unis (Base militaire louée aux États-Unis)                                                | Commandant de la base       | Capt. John R. Nettleton             | 29 juin 2012     |
| Île Howland (Pacific Remote Islands Marine National Monument, Île mineure éloignée des États-Unis)       | États-Unis (Territoire non incorporé, non organisé, inhabité)                                   | Président                   | Barack Obama                        | 20 janvier 2009  |
| Île Howland (Pacific Remote Islands Marine National Monument, Île mineure éloignée des États-Unis)       | États-Unis (Territoire non incorporé, non organisé, inhabité)                                   | Directeur de la USFWS       | Daniel M. Ashe                      | 1er juillet 2011 |
| Île Jarvis (Pacific Remote Islands Marine National Monument, Île mineure éloignée des États-Unis)        | États-Unis (Territoire non incorporé, non organisé, inhabité)                                   | Président                   | Barack Obama                        | 20 janvier 2009  |
| Île Jarvis (Pacific Remote Islands Marine National Monument, Île mineure éloignée des États-Unis)        | États-Unis (Territoire non incorporé, non organisé, inhabité)                                   | Directeur de la USFWS       | Daniel M. Ashe                      | 1er juillet 2011 |
| Atoll Johnston (Pacific Remote Islands Marine National Monument, Île mineure éloignée des États-Unis)    | États-Unis (Territoire non incorporé, non organisé, inhabité)                                   | Président                   | Barack Obama                        | 20 janvier 2009  |
| Atoll Johnston (Pacific Remote Islands Marine National Monument, Île mineure éloignée des États-Unis)    | États-Unis (Territoire non incorporé, non organisé, inhabité)                                   | Directeur de la USFWS,      | Daniel M. Ashe                      | 1er juillet 2011 |
| Récif Kingman (Pacific Remote Islands Marine National Monument, Île mineure éloignée des États-Unis)     | États-Unis (Territoire non incorporé, non organisé, inhabité)                                   | Président                   | Barack Obama                        | 20 janvier 2009  |
| Récif Kingman (Pacific Remote Islands Marine National Monument, Île mineure éloignée des États-Unis)     | États-Unis (Territoire non incorporé, non organisé, inhabité)                                   | Directeur de la USFWS       | Daniel M. Ashe                      | 1er juillet 2011 |
| Mariannes du Nord (îles)                                                                                 | États-Unis (État libre associé, non incorporé, organisé)                                        | Président                   | Barack Obama                        | 20 janvier 2009  |
| Mariannes du Nord (îles)                                                                                 | États-Unis (État libre associé, non incorporé, organisé)                                        | Gouverneur                  | Eloy Songao Inos                    | 20 février 2013  |
| Mariannes du Nord (îles)                                                                                 | États-Unis (État libre associé, non incorporé, organisé)                                        | Lieutenant gouverneur       | Jude Hofschneider                   | 20 février 2013  |
| Midway (îles) (Pacific Remote Islands Marine National Monument, Île mineure éloignée des États-Unis)     | États-Unis (Territoire non incorporé, non organisé, inhabité)                                   | Président                   | Barack Obama                        | 20 janvier 2009  |
| Midway (îles) (Pacific Remote Islands Marine National Monument, Île mineure éloignée des États-Unis)     | États-Unis (Territoire non incorporé, non organisé, inhabité)                                   | Directeur de la USFWS       | Daniel M. Ashe                      | 1er juillet 2011 |
| Île de la Navasse (Pacific Remote Islands Marine National Monument, Île mineure éloignée des États-Unis) | États-Unis (Territoire non incorporé, non organisé, inhabité, revendiqué par Haïti)             | Président                   | Barack Obama                        | 20 janvier 2009  |
| Île de la Navasse (Pacific Remote Islands Marine National Monument, Île mineure éloignée des États-Unis) | États-Unis (Territoire non incorporé, non organisé, inhabité, revendiqué par Haïti)             | Directeur de la USFWS       | Daniel M. Ashe                      | 1er juillet 2011 |
| Atoll Palmyra (Pacific Remote Islands Marine National Monument, Île mineure éloignée des États-Unis)     | États-Unis (Territoire incorporé, non organisé)                                                 | Président                   | Barack Obama                        | 20 janvier 2009  |
| Atoll Palmyra (Pacific Remote Islands Marine National Monument, Île mineure éloignée des États-Unis)     | États-Unis (Territoire incorporé, non organisé)                                                 | Directeur de la USFWS,      | Daniel M. Ashe                      | 1er juillet 2011 |
| Atoll Palmyra (Pacific Remote Islands Marine National Monument, Île mineure éloignée des États-Unis)     | États-Unis (Territoire incorporé, non organisé)                                                 | Gestionnaire                | Laurie Moore                        | janvier 2013     |
| Porto Rico                                                                                               | États-Unis (État libre associé, non incorporé, organisé)                                        | Président                   | Barack Obama                        | 20 janvier 2009  |
| Porto Rico                                                                                               | États-Unis (État libre associé, non incorporé, organisé)                                        | Gouverneur                  | Alejandro García Padilla            | 2 janvier 2012   |
| Samoa américaines (îles)                                                                                 | États-Unis (Territoire non incorporé, non organisé)                                             | Président                   | Barack Obama                        | 20 janvier 2009  |
| Samoa américaines (îles)                                                                                 | États-Unis (Territoire non incorporé, non organisé)                                             | Gouverneur                  | Lolo Matalasi Moliga                | 3 janvier 2012   |
| Vierges américaines (îles)                                                                               | États-Unis (Territoire non incorporé, organisé)                                                 | Président                   | Barack Obama                        | 20 janvier 2009  |
| Vierges américaines (îles)                                                                               | États-Unis (Territoire non incorporé, organisé)                                                 | Gouverneur                  | John de Jongh                       | 1er janvier 2007 |
| Wake (Pacific Remote Islands Marine National Monument, Île mineure éloignée des États-Unis)              | États-Unis (Territoire non incorporé, non organisé, inhabité, revendiqué par les Îles Marshall) | Président                   | Barack Obama                        | 20 janvier 2009  |
| Wake (Pacific Remote Islands Marine National Monument, Île mineure éloignée des États-Unis)              | États-Unis (Territoire non incorporé, non organisé, inhabité, revendiqué par les Îles Marshall) | Administrateur (successifs) | Esther Puakela Kia’aina             | 11 juillet 2014  |
| Wake (Pacific Remote Islands Marine National Monument, Île mineure éloignée des États-Unis)              | États-Unis (Territoire non incorporé, non organisé, inhabité, revendiqué par les Îles Marshall) | Administrateur (successifs) | Nikolao Pula (par intérim)          | 27 février 2014  |
| Wake (Pacific Remote Islands Marine National Monument, Île mineure éloignée des États-Unis)              | États-Unis (Territoire non incorporé, non organisé, inhabité, revendiqué par les Îles Marshall) | Administrateur (successifs) | Eileen Sobeck (par intérim)         | 1er février 2013 |
| Wake (Pacific Remote Islands Marine National Monument, Île mineure éloignée des États-Unis)              | États-Unis (Territoire non incorporé, non organisé, inhabité, revendiqué par les Îles Marshall) | Gouverneur (successifs)     | Gordon O. Tanne                     | septembre 2014   |
| Wake (Pacific Remote Islands Marine National Monument, Île mineure éloignée des États-Unis)              | États-Unis (Territoire non incorporé, non organisé, inhabité, revendiqué par les Îles Marshall) | Gouverneur (successifs)     | Joseph M. McDade, Jr. (par intérim) | novembre 2013    |

## Territoires extérieurs, intérieurs et associés de l'Australie
Les territoires sont classés par ordre alphabétique de la partie principale de leur nom.
| Territoires                                                                 | Souveraineté et statut                                                                                            | Fonction                                                                 | Nom                        | Depuis le         |
| --------------------------------------------------------------------------- | --- | ------------------------------------------------------------------------ | -------------------------- | ----------------- |
| Ashmore-et-Cartier (îles) (Ashmore and Cartier Islands)                     | Australie (Territoire extérieur)                                                                                  | Reine d'Australie                                                        | Élisabeth II               | 6 février 1952    |
| Ashmore-et-Cartier (îles) (Ashmore and Cartier Islands)                     | Australie (Territoire extérieur)                                                                                  | Gouverneurs générales (successifs)                                       | Peter Cosgrove             | 28 mars 2014      |
| Ashmore-et-Cartier (îles) (Ashmore and Cartier Islands)                     | Australie (Territoire extérieur)                                                                                  | Gouverneurs générales (successifs)                                       | Quentin Bryce              | 5 septembre 2008  |
| Ashmore-et-Cartier (îles) (Ashmore and Cartier Islands)                     | Australie (Territoire extérieur)                                                                                  | Ministre australien de l'Infrastructure et de Développement régional     | Warren Truss               | 18 septembre 2013 |
| Christmas (île) (Christmas Island)                                          | Australie (Territoire extérieur)                                                                                  | Reine d'Australie                                                        | Élisabeth II               | 6 février 1952    |
| Christmas (île) (Christmas Island)                                          | Australie (Territoire extérieur)                                                                                  | Gouverneurs générales (successifs)                                       | Peter Cosgrove             | 28 mars 2014      |
| Christmas (île) (Christmas Island)                                          | Australie (Territoire extérieur)                                                                                  | Gouverneurs générales (successifs)                                       | Quentin Bryce              | 5 septembre 2008  |
| Christmas (île) (Christmas Island)                                          | Australie (Territoire extérieur)                                                                                  | Administrateurs (successifs)                                             | Barry Haase                | 6 octobre 2014    |
| Christmas (île) (Christmas Island)                                          | Australie (Territoire extérieur)                                                                                  | Administrateurs (successifs)                                             | Jon Stanhope               | 5 octobre 2012    |
| Christmas (île) (Christmas Island)                                          | Australie (Territoire extérieur)                                                                                  | Président du comté                                                       | Gordon Thomson             | 21 octobre 2013   |
| Cocos (îles) (Cocos (Keeling) Islands)                                      | Australie (Territoire extérieur)                                                                                  | Reine d'Australie                                                        | Élisabeth II               | 6 février 1952    |
| Cocos (îles) (Cocos (Keeling) Islands)                                      | Australie (Territoire extérieur)                                                                                  | Gouverneurs générales (successifs)                                       | Peter Cosgrove             | 28 mars 2014      |
| Cocos (îles) (Cocos (Keeling) Islands)                                      | Australie (Territoire extérieur)                                                                                  | Gouverneurs générales (successifs)                                       | Quentin Bryce              | 5 septembre 2008  |
| Cocos (îles) (Cocos (Keeling) Islands)                                      | Australie (Territoire extérieur)                                                                                  | Administrateurs (successifs)                                             | Barry Haase                | 6 octobre 2014    |
| Cocos (îles) (Cocos (Keeling) Islands)                                      | Australie (Territoire extérieur)                                                                                  | Administrateurs (successifs)                                             | Jon Stanhope               | 5 octobre 2012    |
| Cocos (îles) (Cocos (Keeling) Islands)                                      | Australie (Territoire extérieur)                                                                                  | Président du comté                                                       | Aindil Minkom              | 29 juin 2011      |
| Corail (îles de la mer de) (Coral Sea Islands)                              | Australie (Territoire extérieur)                                                                                  | Reine d'Australie                                                        | Élisabeth II               | 6 février 1952    |
| Corail (îles de la mer de) (Coral Sea Islands)                              | Australie (Territoire extérieur)                                                                                  | Gouverneurs générales (successifs)                                       | Peter Cosgrove             | 28 mars 2014      |
| Corail (îles de la mer de) (Coral Sea Islands)                              | Australie (Territoire extérieur)                                                                                  | Gouverneurs générales (successifs)                                       | Quentin Bryce              | 5 septembre 2008  |
| Corail (îles de la mer de) (Coral Sea Islands)                              | Australie (Territoire extérieur)                                                                                  | Ministre australien de l'Infrastructure et de Développement régional     | Warren Truss               | 18 septembre 2013 |
| Heard-et-MacDonald (îles) (Heard and MacDonald Islands)                     | Australie (Territoire extérieur)                                                                                  | Reine d'Australie                                                        | Élisabeth II               | 6 février 1952    |
| Heard-et-MacDonald (îles) (Heard and MacDonald Islands)                     | Australie (Territoire extérieur)                                                                                  | Gouverneurs générales (successifs)                                       | Peter Cosgrove             | 28 mars 2014      |
| Heard-et-MacDonald (îles) (Heard and MacDonald Islands)                     | Australie (Territoire extérieur)                                                                                  | Gouverneurs générales (successifs)                                       | Quentin Bryce              | 5 septembre 2008  |
| Heard-et-MacDonald (îles) (Heard and MacDonald Islands)                     | Australie (Territoire extérieur)                                                                                  | Directeur du Département australien de l'Antarctique                     | Tony Fleming               | août 2011         |
| Île Lord Howe                                                               | Nouvelle-Galles du Sud (Zone non incorporée avec auto-gouvernance de l'État Nouvelle-Galles du Sud)               | Gouverneurs de Nouvelle-Galles-du-Sud (successifs)                       | David Hurley               | 2 octobre 2014    |
| Île Lord Howe                                                               | Nouvelle-Galles du Sud (Zone non incorporée avec auto-gouvernance de l'État Nouvelle-Galles du Sud)               | Gouverneurs de Nouvelle-Galles-du-Sud (successifs)                       | Marie Bashir               | 1er mars 2001     |
| Île Lord Howe                                                               | Nouvelle-Galles du Sud (Zone non incorporée avec auto-gouvernance de l'État Nouvelle-Galles du Sud)               | Premiers ministres de la Nouvelle-Galles du Sud (successifs)             | Mike Baird                 | 17 avril 2014     |
| Île Lord Howe                                                               | Nouvelle-Galles du Sud (Zone non incorporée avec auto-gouvernance de l'État Nouvelle-Galles du Sud)               | Premiers ministres de la Nouvelle-Galles du Sud (successifs)             | Barry O'Farrell            | 28 mai 2011       |
| Île Lord Howe                                                               | Nouvelle-Galles du Sud (Zone non incorporée avec auto-gouvernance de l'État Nouvelle-Galles du Sud)               | Présidents du Conseil de Lord Howe Island (successifs)                   | Barney Nichols (intérim)   | 25 juin 2014      |
| Île Lord Howe                                                               | Nouvelle-Galles du Sud (Zone non incorporée avec auto-gouvernance de l'État Nouvelle-Galles du Sud)               | Présidents du Conseil de Lord Howe Island (successifs)                   | Chris Eccles               | 12 août 2013      |
| Macquarie                                                                   | Tasmanie (Îlot inhabité et isolé rattaché à la zone de gouvernement local Huon Valley Council de l'État Tasmanie) | Gouverneurs de Tasmanie (successifs)                                     | Kate Warner                | 10 décembre 2014  |
| Macquarie                                                                   | Tasmanie (Îlot inhabité et isolé rattaché à la zone de gouvernement local Huon Valley Council de l'État Tasmanie) | Gouverneurs de Tasmanie (successifs)                                     | Alan Blow (par intérim)    | 9 juillet 2014    |
| Macquarie                                                                   | Tasmanie (Îlot inhabité et isolé rattaché à la zone de gouvernement local Huon Valley Council de l'État Tasmanie) | Gouverneurs de Tasmanie (successifs)                                     | David Porter (par intérim) | 7 juillet 2014    |
| Macquarie                                                                   | Tasmanie (Îlot inhabité et isolé rattaché à la zone de gouvernement local Huon Valley Council de l'État Tasmanie) | Gouverneurs de Tasmanie (successifs)                                     | Peter Underwood            | 2 avril 2008      |
| Macquarie                                                                   | Tasmanie (Îlot inhabité et isolé rattaché à la zone de gouvernement local Huon Valley Council de l'État Tasmanie) | Premiers ministres de Tasmanie (successifs)                              | Will Hodgman               | 24 mars 2014      |
| Macquarie                                                                   | Tasmanie (Îlot inhabité et isolé rattaché à la zone de gouvernement local Huon Valley Council de l'État Tasmanie) | Premiers ministres de Tasmanie (successifs)                              | Lara Giddings              | 24 janvier 2011   |
| Macquarie                                                                   | Tasmanie (Îlot inhabité et isolé rattaché à la zone de gouvernement local Huon Valley Council de l'État Tasmanie) | Maires de Huon Valley Council (successifs)                               | Peter Coad                 | 2014              |
| Macquarie                                                                   | Tasmanie (Îlot inhabité et isolé rattaché à la zone de gouvernement local Huon Valley Council de l'État Tasmanie) | Maires de Huon Valley Council (successifs)                               | Robert Armstrong           | 2001              |
| Macquarie                                                                   | Tasmanie (Îlot inhabité et isolé rattaché à la zone de gouvernement local Huon Valley Council de l'État Tasmanie) | Directeur du Parks and Wildlife Service de Tasmanie                      | Peter Mooney               | …/août 2008       |
| Norfolk (île) (Norfolk Island)                                              | Australie (Territoire associé autogouverné)                                                                       | Reine d'Australie                                                        | Élisabeth II               | 6 février 1952    |
| Norfolk (île) (Norfolk Island)                                              | Australie (Territoire associé autogouverné)                                                                       | Gouverneurs générales (successifs)                                       | Peter Cosgrove             | 28 mars 2014      |
| Norfolk (île) (Norfolk Island)                                              | Australie (Territoire associé autogouverné)                                                                       | Gouverneurs générales (successifs)                                       | Quentin Bryce              | 5 septembre 2008  |
| Norfolk (île) (Norfolk Island)                                              | Australie (Territoire associé autogouverné)                                                                       | Administrateurs (successifs)                                             | Gary Hardgrave             | 1er juillet 2014  |
| Norfolk (île) (Norfolk Island)                                              | Australie (Territoire associé autogouverné)                                                                       | Administrateurs (successifs)                                             | Neil Pope                  | 2 avril 2012      |
| Norfolk (île) (Norfolk Island)                                              | Australie (Territoire associé autogouverné)                                                                       | Chief minister                                                           | Lisle Denis Snell          | 20 mars 2013      |
| Territoire antarctique australien (Australian Antarctic Territory)          | Australie (Territoire extérieur)                                                                                  | Reine d'Australie                                                        | Élisabeth II               | 6 février 1952    |
| Territoire antarctique australien (Australian Antarctic Territory)          | Australie (Territoire extérieur)                                                                                  | Gouverneurs générales (successifs)                                       | Peter Cosgrove             | 28 mars 2014      |
| Territoire antarctique australien (Australian Antarctic Territory)          | Australie (Territoire extérieur)                                                                                  | Gouverneurs générales (successifs)                                       | Quentin Bryce              | 5 septembre 2008  |
| Territoire antarctique australien (Australian Antarctic Territory)          | Australie (Territoire extérieur)                                                                                  | Directeur du Département australien de l'Antarctique                     | Tony Fleming               | août 2011         |
| Territoire de la capitale australienne (Australian Capital Territory – ACT) | Australie (Territoire intérieur)                                                                                  | Reine d'Australie                                                        | Élisabeth II               | 6 février 1952    |
| Territoire de la capitale australienne (Australian Capital Territory – ACT) | Australie (Territoire intérieur)                                                                                  | Gouverneurs générales (successifs)                                       | Peter Cosgrove             | 28 mars 2014      |
| Territoire de la capitale australienne (Australian Capital Territory – ACT) | Australie (Territoire intérieur)                                                                                  | Gouverneurs générales (successifs)                                       | Quentin Bryce              | 5 septembre 2008  |
| Territoire de la capitale australienne (Australian Capital Territory – ACT) | Australie (Territoire intérieur)                                                                                  | Ministres en chef du Territoire de la capitale australienne (successifs) | Andrew Barr                | 11 décembre 2014  |
| Territoire de la capitale australienne (Australian Capital Territory – ACT) | Australie (Territoire intérieur)                                                                                  | Ministres en chef du Territoire de la capitale australienne (successifs) | Katy Gallagher             | 16 mai 2011       |
| Territoire de la baie de Jervis (Jervis Bay Territory – JBT)                | Australie (Territoire intérieur)                                                                                  | Reine d'Australie                                                        | Élisabeth II               | 6 février 1952    |
| Territoire de la baie de Jervis (Jervis Bay Territory – JBT)                | Australie (Territoire intérieur)                                                                                  | Gouverneurs générales (successifs)                                       | Peter Cosgrove             | 28 mars 2014      |
| Territoire de la baie de Jervis (Jervis Bay Territory – JBT)                | Australie (Territoire intérieur)                                                                                  | Gouverneurs générales (successifs)                                       | Quentin Bryce              | 5 septembre 2008  |
| Territoire de la baie de Jervis (Jervis Bay Territory – JBT)                | Australie (Territoire intérieur)                                                                                  | Ministre australien de l'Infrastructure et de Développement régional     | Warren Truss               | 18 septembre 2013 |
| Territoire de la baie de Jervis (Jervis Bay Territory – JBT)                | Australie (Territoire intérieur)                                                                                  | Directrice de l'administration du Territoire de la baie de Jervis        | Sheryl Klaffer             | 2009              |
| Territoire du Nord (Northern Territory – NT)                                | Australie (Territoire intérieur)                                                                                  | Reine d'Australie                                                        | Élisabeth II               | 6 février 1952    |
| Territoire du Nord (Northern Territory – NT)                                | Australie (Territoire intérieur)                                                                                  | Gouverneurs générales (successifs)                                       | Peter Cosgrove             | 28 mars 2014      |
| Territoire du Nord (Northern Territory – NT)                                | Australie (Territoire intérieur)                                                                                  | Gouverneurs générales (successifs)                                       | Quentin Bryce              | 5 septembre 2008  |
| Territoire du Nord (Northern Territory – NT)                                | Australie (Territoire intérieur)                                                                                  | Administrateurs (successifs)                                             | John Hardy                 | 10 novembre 2014  |
| Territoire du Nord (Northern Territory – NT)                                | Australie (Territoire intérieur)                                                                                  | Administrateurs (successifs)                                             | Sally Thomas               | 31 octobre 2011   |
| Territoire du Nord (Northern Territory – NT)                                | Australie (Territoire intérieur)                                                                                  | Ministre en chef                                                         | Adam Giles                 | 14 mars 2013      |
| Îles du détroit de Torres                                                   | Queensland (Territoire appartenant à l'État Queensland avec un statut spécial)                                    | Gouverneurs de Queensland (successifs)                                   | Paul de Jersey             | 29 juillet 2014   |
| Îles du détroit de Torres                                                   | Queensland (Territoire appartenant à l'État Queensland avec un statut spécial)                                    | Gouverneurs de Queensland (successifs)                                   | Penelope Wensley           | 28 juillet 2008   |
| Îles du détroit de Torres                                                   | Queensland (Territoire appartenant à l'État Queensland avec un statut spécial)                                    | Premier ministre de Queensland                                           | Campbell Newman            | 26 mars 2012      |
| Îles du détroit de Torres                                                   | Queensland (Territoire appartenant à l'État Queensland avec un statut spécial)                                    | Président de l’autorité régionale (TSRA)                                 | Joseph Elu                 | 13 novembre 2013  |

## Territoires spéciaux des Pays-Bas
| Territoires                  | Souveraineté & statut                                                                                    | Fonction                                                                                       | Nom                                     | Depuis le          |
| ---------------------------- | --- | ---------------------------------------------------------------------------------------------- | --------------------------------------- | ------------------ |
| Aruba                        | Pays-Bas (Pays constitutif du Royaume des Pays-Bas)                                                      | Roi                                                                                            | Willem-Alexander                        | 30 avril 2013      |
| Aruba                        | Pays-Bas (Pays constitutif du Royaume des Pays-Bas)                                                      | Gouverneur                                                                                     | Fredis Refunjol                         | 1er mai 2004       |
| Aruba                        | Pays-Bas (Pays constitutif du Royaume des Pays-Bas)                                                      | Ministre-président                                                                             | Mike Eman                               | 30 octobre 2009    |
| Bonaire                      | Pays-Bas (Commune néerlandaise à statut particulier, rattachée à la province de Hollande-Septentrionale) | Roi                                                                                            | Willem-Alexander                        | 30 avril 2013      |
| Bonaire                      | Pays-Bas (Commune néerlandaise à statut particulier, rattachée à la province de Hollande-Septentrionale) | Lieutenant-gouverneurs (successifs)                                                            | Edison Rijna                            | 1er mars 2014      |
| Bonaire                      | Pays-Bas (Commune néerlandaise à statut particulier, rattachée à la province de Hollande-Septentrionale) | Lieutenant-gouverneurs (successifs)                                                            | Lydia Emerencia                         | 1er mars 2012      |
| Bonaire                      | Pays-Bas (Commune néerlandaise à statut particulier, rattachée à la province de Hollande-Septentrionale) | Représentants national pour les entités publiques Bonaire, Saba et Sint Eustatius (successifs) | Gilbert Isabella                        | 1er septembre 2014 |
| Bonaire                      | Pays-Bas (Commune néerlandaise à statut particulier, rattachée à la province de Hollande-Septentrionale) | Représentants national pour les entités publiques Bonaire, Saba et Sint Eustatius (successifs) | Julian Carlyle A. Woodley (par intérim) | 1er mai 2014       |
| Bonaire                      | Pays-Bas (Commune néerlandaise à statut particulier, rattachée à la province de Hollande-Septentrionale) | Représentants national pour les entités publiques Bonaire, Saba et Sint Eustatius (successifs) | Wilbert Stolte                          | 1er mai 2011       |
| Curaçao                      | Pays-Bas (Pays constitutif du Royaume des Pays-Bas)                                                      | Roi                                                                                            | Willem-Alexander                        | 30 avril 2013      |
| Curaçao                      | Pays-Bas (Pays constitutif du Royaume des Pays-Bas)                                                      | Gouverneure                                                                                    | Lucille George-Wout                     | 4 novembre 2013    |
| Curaçao                      | Pays-Bas (Pays constitutif du Royaume des Pays-Bas)                                                      | Ministre-président                                                                             | Ivar Asjes                              | 7 juin 2013        |
| Saba                         | Pays-Bas (commune néerlandaise à statut particulier, rattachée à la province de Hollande-Septentrionale) | Roi                                                                                            | Willem-Alexander                        | 30 avril 2013      |
| Saba                         | Pays-Bas (commune néerlandaise à statut particulier, rattachée à la province de Hollande-Septentrionale) | Lieutenant-gouverneur                                                                          | Jonathan G.A. Johnson                   | 2 juillet 2008     |
| Saba                         | Pays-Bas (commune néerlandaise à statut particulier, rattachée à la province de Hollande-Septentrionale) | Représentants national pour les entités publiques Bonaire, Saba et Sint Eustatius (successifs) | Gilbert Isabella                        | 1er septembre 2014 |
| Saba                         | Pays-Bas (commune néerlandaise à statut particulier, rattachée à la province de Hollande-Septentrionale) | Représentants national pour les entités publiques Bonaire, Saba et Sint Eustatius (successifs) | Julian Carlyle A. Woodley (par intérim) | 1er mai 2014       |
| Saba                         | Pays-Bas (commune néerlandaise à statut particulier, rattachée à la province de Hollande-Septentrionale) | Représentants national pour les entités publiques Bonaire, Saba et Sint Eustatius (successifs) | Wilbert Stolte                          | 1er mai 2011       |
| Saint-Eustache               | Pays-Bas (Commune néerlandaise à statut particulier, rattachée à la province de Hollande-Septentrionale) | Roi                                                                                            | Willem-Alexander                        | 30 avril 2013      |
| Saint-Eustache               | Pays-Bas (Commune néerlandaise à statut particulier, rattachée à la province de Hollande-Septentrionale) | Lieutenant-gouverneur                                                                          | Gerald Berkel                           | 1er avril 2010     |
| Saint-Eustache               | Pays-Bas (Commune néerlandaise à statut particulier, rattachée à la province de Hollande-Septentrionale) | Représentants national pour les entités publiques Bonaire, Saba et Sint Eustatius (successifs) | Gilbert Isabella                        | 1er septembre 2014 |
| Saint-Eustache               | Pays-Bas (Commune néerlandaise à statut particulier, rattachée à la province de Hollande-Septentrionale) | Représentants national pour les entités publiques Bonaire, Saba et Sint Eustatius (successifs) | Julian Carlyle A. Woodley (par intérim) | 1er mai 2014       |
| Saint-Eustache               | Pays-Bas (Commune néerlandaise à statut particulier, rattachée à la province de Hollande-Septentrionale) | Représentants national pour les entités publiques Bonaire, Saba et Sint Eustatius (successifs) | Wilbert Stolte                          | 1er mai 2011       |
| Sint-Maarten ou Saint-Martin | Pays-Bas (Pays constitutif du Royaume des Pays-Bas)                                                      | Roi                                                                                            | Willem-Alexander                        | 30 avril 2013      |
| Sint-Maarten ou Saint-Martin | Pays-Bas (Pays constitutif du Royaume des Pays-Bas)                                                      | Gouverneur                                                                                     | Eugene Holiday                          | 10 octobre 2010    |
| Sint-Maarten ou Saint-Martin | Pays-Bas (Pays constitutif du Royaume des Pays-Bas)                                                      | Ministres-présidents (successifs)                                                              | Marcel Gumbs                            | 17 décembre 2014   |
| Sint-Maarten ou Saint-Martin | Pays-Bas (Pays constitutif du Royaume des Pays-Bas)                                                      | Ministres-présidents (successifs)                                                              | Sarah Wescot-Williams                   | 10 octobre 2010    |

## Dépendances et territoires spéciaux de Norvège
| Territoires et statut    | Partie de                                                | Fonction                                                 | Nom                | Depuis le         |
| ------------------------ | -------------------------------------------------------- | -------------------------------------------------------- | ------------------ | ----------------- |
| Bouvet (Île)             | Norvège (Dépendance inhabitée)                           | Roi de Norvège                                           | Harald V           | 17 janvier 1991   |
| Bouvet (Île)             | Norvège (Dépendance inhabitée)                           | Directrice générale du Département des affaires polaires | Kjerstin Askholt   | 2006              |
| Jan Mayen (Île)          | Norvège (Territoire administré par le comté de Nordland) | Roi de Norvège                                           | Harald V           | 17 janvier 1991   |
| Jan Mayen (Île)          | Norvège (Territoire administré par le comté de Nordland) | Gouverneure du Nordland                                  | Hill-Marta Solberg | 1er octobre 2005  |
| Pierre Ier (Île)         | Norvège (Dépendance inhabitée)                           | Roi de Norvège                                           | Harald V           | 17 janvier 1991   |
| Pierre Ier (Île)         | Norvège (Dépendance inhabitée)                           | Directrice générale du Département des affaires polaires | Kjerstin Askholt   | 2006              |
| Reine-Maud (Terre de la) | Norvège (Dépendance inhabitée)                           | Roi de Norvège                                           | Harald V           | 17 janvier 1991   |
| Reine-Maud (Terre de la) | Norvège (Dépendance inhabitée)                           | Directrice générale du Département des affaires polaires | Kjerstin Askholt   | 2006              |
| Svalbard                 | Norvège (Territoire à souveraineté spéciale)             | Roi de Norvège                                           | Harald V           | 17 janvier 1991   |
| Svalbard                 | Norvège (Territoire à souveraineté spéciale)             | Gouverneur                                               | Odd Olsen Ingerø   | 16 septembre 2009 |

## Dépendances et territoires spéciaux de Nouvelle-Zélande
| Territoires et statut                                         | Partie de        | Fonction                                                              | Nom                         | Depuis le        |
| ------------------------------------------------------------- | ---------------- | --------------------------------------------------------------------- | --------------------------- | ---------------- |
| Cook (Îles) (État insulaire indépendant en libre association) | Nouvelle-Zélande | Reine                                                                 | Élisabeth II                | 6 février 1952   |
| Cook (Îles) (État insulaire indépendant en libre association) | Nouvelle-Zélande | Représentants de la Reine                                             | Tom Marsters                | 27 juillet 2013  |
| Cook (Îles) (État insulaire indépendant en libre association) | Nouvelle-Zélande | Hauts-Commissaires, représentants de la Nouvelle-Zélande (successifs) | Aimee Jephson (par intérim) | Décembre 2014    |
| Cook (Îles) (État insulaire indépendant en libre association) | Nouvelle-Zélande | Hauts-Commissaires, représentants de la Nouvelle-Zélande (successifs) | Joanna Kempkers             | 19 juillet 2013  |
| Cook (Îles) (État insulaire indépendant en libre association) | Nouvelle-Zélande | Premier ministre                                                      | Henry Puna                  | 30 novembre 2010 |
| Niue (Île) (État insulaire indépendant en libre association)  | Nouvelle-Zélande | Reine                                                                 | Élisabeth II                | 6 février 1952   |
| Niue (Île) (État insulaire indépendant en libre association)  | Nouvelle-Zélande | Hauts commissaires (successifs)                                       | Ross Ardern                 | Février 2014     |
| Niue (Île) (État insulaire indépendant en libre association)  | Nouvelle-Zélande | Hauts commissaires (successifs)                                       | Mark Blumsky                | Octobre 2010     |
| Niue (Île) (État insulaire indépendant en libre association)  | Nouvelle-Zélande | Premier ministre                                                      | Toke Tufukia Talagi         | 19 juin 2008     |
| Ross (Dépendance de) (Dépendance)                             | Nouvelle-Zélande | Reine                                                                 | Élisabeth II                | 6 février 1952   |
| Ross (Dépendance de) (Dépendance)                             | Nouvelle-Zélande | Gouverneur général                                                    | Jerry Mateparae             | 31 août 2011     |
| Ross (Dépendance de) (Dépendance)                             | Nouvelle-Zélande | Chef de la direction de l'Antarctique de la Nouvelle-Zélande          | Peter Beggs                 | 21 octobre 2013  |
| Tokelau (Atolls) (État insulaire autonome)                    | Nouvelle-Zélande | Reine                                                                 | Élisabeth II                | 6 février 1952   |
| Tokelau (Atolls) (État insulaire autonome)                    | Nouvelle-Zélande | Administrateur                                                        | Jonathan Kings              | Février 2011     |
| Tokelau (Atolls) (État insulaire autonome)                    | Nouvelle-Zélande | Chefs du gouvernement (successifs)                                    | Kuresa Nasau                | Février 2014     |
| Tokelau (Atolls) (État insulaire autonome)                    | Nouvelle-Zélande | Chefs du gouvernement (successifs)                                    | Salesio Lui                 | 5 mars 2013      |

## Autres territoires autonomes
Pour plus des divisions administratives, subdivisions, gouvernements en exil, micronations, autres territoires, peuples, etc voir Liste des principaux dirigeants locaux
| Territoires et statut                                                             | Partie de                  | Fonction                                                    | Nom                                                            | Depuis le                                             |
| --------------------------------------------------------------------------------- | -------------------------- | ----------------------------------------------------------- | -------------------------------------------------------------- | ----------------------------------------------------- |
| Açores (Région autonome portugaise)                                               | Portugal                   | Représentant de la République                               | Pedro Manuel dos Reis Alves Catarino                           | 11 avril 2011                                         |
| Açores (Région autonome portugaise)                                               | Portugal                   | Président du Gouvernement                                   | Vasco Cordeiro                                                 | 6 novembre 2012                                       |
| Açores (Région autonome portugaise)                                               | Portugal                   | Vice-président du Gouvernement                              | Sérgio Humberto Rocha de Ávila                                 | 9 novembre 1996                                       |
| Adjarie (République autonome)                                                     | Géorgie                    | Président du Conseil suprême                                | Avtandil Beridze                                               | 28 octobre 2012                                       |
| Adjarie (République autonome)                                                     | Géorgie                    | Chef du gouvernement                                        | Archil Khabadze                                                | 30 octobre 2012                                       |
| Athos (République monastique autonome)                                            | Grèce                      | Chef de l'État                                              | Evángelos Venizélos                                            | 25 juin 2013                                          |
| Athos (République monastique autonome)                                            | Grèce                      | Gouverneur civil,                                           | Aristos Kasmiroglou                                            | 31 mai 2010                                           |
| Athos (République monastique autonome)                                            | Grèce                      | Leader spirituel                                            | Bartholomée Ier                                                | 22 octobre 1991                                       |
| Athos (République monastique autonome)                                            | Grèce                      | Protos (successifs)                                         | geron Simeon (Monastère de Dionysiou)                          | 14 juin 2014                                          |
| Athos (République monastique autonome)                                            | Grèce                      | Protos (successifs)                                         | geron hyeromoine Stephanos (Monastère de Hilandar)             | 14 juin 2013                                          |
| Åland (État associé finlandais)                                                   | Finlande                   | Gouverneur                                                  | Peter Lindbäck                                                 | 5 mars 1999                                           |
| Åland (État associé finlandais)                                                   | Finlande                   | Premier ministre                                            | Camilla Gunell                                                 | 25 novembre 2011                                      |
| Barbuda (Dépendance d'Antigua-et-Barbuda)                                         | Antigua-et-Barbuda         | Gouverneurs générales (successifs)                          | Rodney Williams                                                | 14 août 2014                                          |
| Barbuda (Dépendance d'Antigua-et-Barbuda)                                         | Antigua-et-Barbuda         | Gouverneurs générales (successifs)                          | Dame Louise Lake-Tack                                          | 17 juillet 2007                                       |
| Barbuda (Dépendance d'Antigua-et-Barbuda)                                         | Antigua-et-Barbuda         | Premiers ministres (successifs)                             | Gaston Browne                                                  | 13 juin 2014                                          |
| Barbuda (Dépendance d'Antigua-et-Barbuda)                                         | Antigua-et-Barbuda         | Premiers ministres (successifs)                             | Baldwin Spencer                                                | 24 mars 2004                                          |
| Barbuda (Dépendance d'Antigua-et-Barbuda)                                         | Antigua-et-Barbuda         | Président du Conseil de Barbuda                             | Arthur Manoah Nibbs                                            | Mars 2013                                             |
| Bougainville (îles de) (Région autonome)                                          | Papouasie-Nouvelle-Guinée  | Reine de PNG                                                | Élisabeth II                                                   | 16 septembre 1975                                     |
| Bougainville (îles de) (Région autonome)                                          | Papouasie-Nouvelle-Guinée  | Gouverneur général                                          | Michael Ogio                                                   | 20 décembre 2010                                      |
| Bougainville (îles de) (Région autonome)                                          | Papouasie-Nouvelle-Guinée  | Président                                                   | John Momis                                                     | 10 janvier 2010                                       |
| Bougainville (îles de) (Région autonome)                                          | Papouasie-Nouvelle-Guinée  | Vice-président                                              | Patrick Nisira                                                 | 10 juin 2010                                          |
| Îles Canaries (Communauté autonome d'Espagne)                                     | Espagne                    | Rois (successifs)                                           | Felipe VI                                                      | 19 juin 2014                                          |
| Îles Canaries (Communauté autonome d'Espagne)                                     | Espagne                    | Rois (successifs)                                           | Juan Carlos Ier                                                | 22 novembre 1975                                      |
| Îles Canaries (Communauté autonome d'Espagne)                                     | Espagne                    | Déléguée du gouvernement espagnol                           | María del Carmen Hernández Bento                               | 31 décembre 2011                                      |
| Îles Canaries (Communauté autonome d'Espagne)                                     | Espagne                    | Président du gouvernement                                   | Paulino Rivero                                                 | 13 juillet 2007                                       |
| Carriacou et La Petite Martinique (Dépendance de Grenade)                         | Grenade                    | Gouverneure générale                                        | Cécile La Grenade                                              | 7 avril 2013                                          |
| Carriacou et La Petite Martinique (Dépendance de Grenade)                         | Grenade                    | Premier ministre                                            | Keith Mitchell                                                 | 20 février 2013                                       |
| Carriacou et La Petite Martinique (Dépendance de Grenade)                         | Grenade                    | Ministre des Affaires de Carriacou et de Petite Martinique  | Elvin Nimrod                                                   | 3 mars 2013                                           |
| Ceuta (Ville autonome espagnole)                                                  | Espagne                    | Rois (successifs)                                           | Felipe VI                                                      | 19 juin 2014                                          |
| Ceuta (Ville autonome espagnole)                                                  | Espagne                    | Rois (successifs)                                           | Juan Carlos Ier                                                | 22 novembre 1975                                      |
| Ceuta (Ville autonome espagnole)                                                  | Espagne                    | Délégué du gouvernement                                     | Francisco Antonio González Pérez                               | 31 décembre 2011                                      |
| Ceuta (Ville autonome espagnole)                                                  | Espagne                    | Maire-président                                             | Juan Jesús Vivas Lara                                          | 7 février 2001                                        |
| Crimée (République autonome)                                                      | Ukraine                    | Présidents (successifs)                                     | Petro Porochenko                                               | 7 juin 2014                                           |
| Crimée (République autonome)                                                      | Ukraine                    | Présidents (successifs)                                     | Oleksandr Tourtchynov (par intérim)                            | 23 février 2014                                       |
| Crimée (République autonome)                                                      | Ukraine                    | Présidents (successifs)                                     | Viktor Ianoukovytch                                            | 25 février 2010                                       |
| Crimée (République autonome)                                                      | Ukraine                    | Représentants du président de l'Ukraine (successifs)        | Nataliya Popovych                                              | 22 mai 2014                                           |
| Crimée (République autonome)                                                      | Ukraine                    | Représentants du président de l'Ukraine (successifs)        | vacant                                                         | 26 mars 2014                                          |
| Crimée (République autonome)                                                      | Ukraine                    | Représentants du président de l'Ukraine (successifs)        | Serhiy Kunitsyn                                                | 27 février 2014                                       |
| Crimée (République autonome)                                                      | Ukraine                    | Représentants du président de l'Ukraine (successifs)        | Viktor Plakida                                                 | 28 février 2012                                       |
| Crimée (République autonome)                                                      | Ukraine                    | Président du Parlement                                      | vacant                                                         | 15 mars 2014                                          |
| Crimée (République autonome)                                                      | Ukraine                    | Président du Parlement                                      | Volodymyr Konstantynov                                         | 17 mars 2010                                          |
| Crimée (République autonome)                                                      | Ukraine                    | Premiers ministres (successifs)                             | vacant                                                         | 21 mars 2014                                          |
| Crimée (République autonome)                                                      | Ukraine                    | Premiers ministres (successifs)                             | Serhiy Aksyonov (de facto)                                     | 27 février 2014                                       |
| Crimée (République autonome)                                                      | Ukraine                    | Premiers ministres (successifs)                             | Anatolii Mogilev                                               | 11 novembre 2011                                      |
| Cyrénaïque (Région autonome auto-proclamé)                                        | Libye                      | Chefs de la région (en concurrence)                         | Ibrahim Jadhran (chef du Bureau politique de Cyrénaïque [BPC]) | 24 octobre 2013) (corevendicateur du 24 octobre 2013) |
| Cyrénaïque (Région autonome auto-proclamé)                                        | Libye                      | Chefs de la région (en concurrence)                         | Ahmed al-Senussi (chef du Conseil de Cyrénaïque en Libye)      | 6 mars 2012 (corevendicateur du 24 octobre 2013)      |
| Cyrénaïque (Région autonome auto-proclamé)                                        | Libye                      | Premier ministre                                            | Abd-Rabbo al-Baraasi                                           | 3 novembre 2013                                       |
| Féroé (îles) (Région autonome)                                                    | Royaume de Danemark        | Reine                                                       | Marguerite II de Danemark                                      | 14 janvier 1972                                       |
| Féroé (îles) (Région autonome)                                                    | Royaume de Danemark        | Haut commissaire                                            | Dan M. Knudsen                                                 | 1er janvier 2008                                      |
| Féroé (îles) (Région autonome)                                                    | Royaume de Danemark        | Løgmaður                                                    | Kaj Leo Johannesen                                             | 26 septembre 2008                                     |
| Gagaouzie (district autonome de Moldavie)                                         | Moldavie                   | Gouverneur                                                  | Mihail Formuzal                                                | 29 décembre 2006                                      |
| Galapagos (Province de l'Équateur)                                                | Équateur                   | Gouverneur                                                  | Jorge Alfredo Torres Pallo                                     | 18 septembre 2008                                     |
| Galapagos (Province de l'Équateur)                                                | Équateur                   | Présidente du Conseil de gouvernement avec régime spécial   | María Isabel Salvador Crespo                                   | Août 2013                                             |
| Gilgit-Baltistan (Territoire autonome non - intégré sous contrôle pakistanais)    | Pakistan                   | Gouverneur                                                  | Karam Ali Shah                                                 | 26 janvier 2011                                       |
| Gilgit-Baltistan (Territoire autonome non - intégré sous contrôle pakistanais)    | Pakistan                   | Ministrea en Chef (successifs)                              | Sher Jahan Mir (intérim)                                       | 12 décembre 2014                                      |
| Gilgit-Baltistan (Territoire autonome non - intégré sous contrôle pakistanais)    | Pakistan                   | Ministrea en Chef (successifs)                              | Syed Mehdi Shah                                                | 12 décembre 2009                                      |
| Groenland (Région autonome)                                                       | Royaume de Danemark        | Reine                                                       | Marguerite II de Danemark                                      | 14 janvier 1972                                       |
| Groenland (Région autonome)                                                       | Royaume de Danemark        | Haut commissaire                                            | Mikaela Engell                                                 | 1er avril 2011                                        |
| Groenland (Région autonome)                                                       | Royaume de Danemark        | Premiers ministres (successifs)                             | Aleqa Hammond                                                  | 5 avril 2013                                          |
| Groenland (Région autonome)                                                       | Royaume de Danemark        | Premiers ministres (successifs)                             | Kim Kielsen                                                    | 30 septembre 2014                                     |
| Haut-Badakhchan (province autonome)                                               | Tadjikistan                | Président du Comité exécutif                                | Shodikhon Jamshedov                                            | 19 novembre 2013                                      |
| Hong Kong (Région administrative spéciale)                                        | Chine                      | Chef de l'exécutif                                          | Leung Chun-ying                                                | 1er juillet 2012                                      |
| Karakalpakstan (province autonome)                                                | Ouzbékistan                | Président du Parlement                                      | Musa Yerniyazov                                                | 2 mai 2002                                            |
| Karakalpakstan (province autonome)                                                | Ouzbékistan                | Premier ministre                                            | Bakhodir Yangiboyev                                            | 3 mars 2006                                           |
| Kurdistan (Région autonome)                                                       | Irak                       | Président du gouvernement autonome                          | Massoud Barzani                                                | 14 juin 2005                                          |
| Kurdistan (Région autonome)                                                       | Irak                       | Premier ministre                                            | Netchirvan Barzani                                             | 7 mars 2012                                           |
| Kurdistan (Région autonome)                                                       | Irak                       | Vice-président                                              | Kosrat Rasul Ali                                               | 14 juin 2005                                          |
| Kurdistan syrien (Région autonome auto-proclamé)                                  | Syrie                      | Premier (président du gouvernement autonome)                | Salih Muslim Muhammad                                          | Novembre 2013                                         |
| Kurdistan syrien (Région autonome auto-proclamé)                                  | Syrie                      | Président du Conseil exécutif                               |                                                                |                                                       |
| Macao (Région administrative spéciale)                                            | Chine                      | Chef de l'exécutif                                          | Fernando Chui Sai On                                           | 20 décembre 2009                                      |
| Madère (Région autonome portugaise)                                               | Portugal                   | Représentant de la République                               | Irineu Cabral Barreto                                          | 11 avril 2011                                         |
| Madère (Région autonome portugaise)                                               | Portugal                   | Président du Gouvernement                                   | Alberto João Jardim                                            | 17 mars 1978                                          |
| Madère (Région autonome portugaise)                                               | Portugal                   | Vice-président du Gouvernement                              | João Cunha e Silva                                             | ?                                                     |
| Melilla (Ville autonome espagnole)                                                | Espagne                    | Rois (successifs)                                           | Felipe VI                                                      | 19 juin 2014                                          |
| Melilla (Ville autonome espagnole)                                                | Espagne                    | Rois (successifs)                                           | Juan Carlos Ier                                                | 22 novembre 1975                                      |
| Melilla (Ville autonome espagnole)                                                | Espagne                    | Délégué du gouvernement                                     | Abdelmalik El Barkani                                          | 31 décembre 2011                                      |
| Melilla (Ville autonome espagnole)                                                | Espagne                    | Maire-président                                             | Juan José Imbroda Ortiz                                        | 19 juillet 2000                                       |
| Mindanao musulman (Région autonome des Philippines)                               | Philippines                | Gouverneur                                                  | Mujiv Hataman                                                  | 22 décembre 2011                                      |
| Mindanao musulman (Région autonome des Philippines)                               | Philippines                | Vice-gouverneur                                             | Haroun Al-Rashid Lucman                                        | 30 juin 2013                                          |
| Nakhitchevan (Région autonome)                                                    | Azerbaïdjan                | Président du Conseil suprême                                | Vasif Talıbov                                                  | 16 décembre 1995                                      |
| Nakhitchevan (Région autonome)                                                    | Azerbaïdjan                | Premier ministre                                            | Alovsat Bakhshiyev                                             | 2000                                                  |
| Niévès (Île autonome)                                                             | Saint-Christophe-et-Niévès | Reine                                                       | Élisabeth II                                                   | 6 février 1952                                        |
| Niévès (Île autonome)                                                             | Saint-Christophe-et-Niévès | Vice-gouverneur général                                     | Eustace John                                                   | 1992                                                  |
| Niévès (Île autonome)                                                             | Saint-Christophe-et-Niévès | Premier ministre                                            | Vance Amory                                                    | 13 janvier 2013                                       |
| Îles du Prince-Édouard (Archipel inhabité et isolé rattaché à la ville de Le Cap) | Afrique du Sud             | Président de la République                                  | Jacob Zuma                                                     | 9 mai 2009                                            |
| Îles du Prince-Édouard (Archipel inhabité et isolé rattaché à la ville de Le Cap) | Afrique du Sud             | Maire du Cap                                                | Patricia de Lille                                              | 1er juin 2011                                         |
| Îles du Prince-Édouard (Archipel inhabité et isolé rattaché à la ville de Le Cap) | Afrique du Sud             | Directeur du soutien de l'océan Austral et de l'Antarctique | Nishendra "Nish" Devanunthan                                   | …1er juillet 2013                                     |
| Principe (Région auto-gouvernée)                                                  | Sao Tomé-et-Principe       | Président de la République                                  | Manuel Pinto da Costa                                          | 3 septembre 2011                                      |
| Principe (Région auto-gouvernée)                                                  | Sao Tomé-et-Principe       | Premiers ministres (successifs)                             | Patrice Trovoada                                               | 29 novembre 2014                                      |
| Principe (Région auto-gouvernée)                                                  | Sao Tomé-et-Principe       | Premiers ministres (successifs)                             | Gabriel Costa                                                  | 12 décembre 2012                                      |
| Principe (Région auto-gouvernée)                                                  | Sao Tomé-et-Principe       | Président du gouvernement régional de Principe              | José Cardoso Cassandra                                         | 5 octobre 2006                                        |
| Rodrigues (île autonome)                                                          | Maurice                    | Président de la République                                  | Rajkeswur Purryag                                              | 21 juillet 2012                                       |
| Rodrigues (île autonome)                                                          | Maurice                    | Chef Commissaire                                            | Louis Serge Clair                                              | 11 février 2012                                       |
| Rodrigues (île autonome)                                                          | Maurice                    | Directeur Général                                           | Jacques Davis Hee Hong Wye                                     | 13 février 2012                                       |
| Tobago (Région autonome)                                                          | Trinité-et-Tobago          | Président de Trinité-et-Tobago                              | Anthony Carmona                                                | 18 mars 2013                                          |
| Tobago (Région autonome)                                                          | Trinité-et-Tobago          | Secrétaire en chef                                          | Orville London                                                 | 29 janvier 2001                                       |
| Zanzibar                                                                          | Tanzanie                   | Président                                                   | Ali Mohamed Shein                                              | 3 novembre 2010                                       |
| Zanzibar                                                                          | Tanzanie                   | Premier Vice-président                                      | Seif Sharif Hamad                                              | 9 novembre 2010                                       |
| Zanzibar                                                                          | Tanzanie                   | Second Vice-président                                       | Seif Ali Iddi                                                  | Novembre 2010                                         |

## Autres territoires indépendants de facto
| Territoires et statut                         | Partie de                  | Fonction                                         | Nom                                                                               | Depuis le                |
| --------------------------------------------- | -------------------------- | ------------------------------------------------ | --------------------------------------------------------------------------------- | ------------------------ |
| Azad Cachemire (gouvernement pro-pakistanais) | Inde Jammu-et-Cachemire    | Président                                        | Sardar Mohammad Yaqoob Khan                                                       | 25 août 2011             |
| Azad Cachemire (gouvernement pro-pakistanais) | Inde Jammu-et-Cachemire    | Premier ministre                                 | Chaudhry Abdul Majeed                                                             | 26 juillet 2011          |
| Donetsk (République populaire)                | Ukraine Oblast de Donetsk  | Chefs d'État (successifs)                        | Aleksandr Zakhartchenko (chef de l'État)                                          | 4 novembre 2014          |
| Donetsk (République populaire)                | Ukraine Oblast de Donetsk  | Chefs d'État (successifs)                        | Boris Litvinov (président du Présidium du Conseil Suprême)                        | 23 juillet 2014          |
| Donetsk (République populaire)                | Ukraine Oblast de Donetsk  | Chefs d'État (successifs)                        | Vladimir Makovitch (par intérim) (vice-président du Présidium du Conseil Suprême) | 18 juillet 2014          |
| Donetsk (République populaire)                | Ukraine Oblast de Donetsk  | Chefs d'État (successifs)                        | Denis Pouchiline (président du Présidium du Conseil Suprême)                      | 15 mai 2014              |
| Donetsk (République populaire)                | Ukraine Oblast de Donetsk  | Chefs d'État (successifs)                        | Denis Pouchiline (gouverneur populaire par intérim)                               | 6 mars 2014 - 7 mai 2014 |
| Donetsk (République populaire)                | Ukraine Oblast de Donetsk  | Chefs d'État (successifs)                        | Pavel Goubarev (gouverneur populaire)                                             | 3 mars 2014              |
| Donetsk (République populaire)                | Ukraine Oblast de Donetsk  | Chefs de Gouvernement (successifs)               | Aleksandr Zakhartchenko (Président du Conseil des ministres)                      | 7 août 2014              |
| Donetsk (République populaire)                | Ukraine Oblast de Donetsk  | Chefs de Gouvernement (successifs)               | Alexandre Borodaï (Président du Conseil des Ministres)                            | 16 mai 2014              |
| Donetsk (République populaire)                | Ukraine Oblast de Donetsk  | Chefs de Gouvernement (successifs)               | Miroslav Rudenko et Denis Pouchiline (co-présidents du Gouvernement Intérimaire)  | 7 avril 2014             |
| Haut-Karabagh (gouvernement pro-arménien)     | Azerbaïdjan                | Président                                        | Bako Sahakian                                                                     | 7 septembre 2007         |
| Haut-Karabagh (gouvernement pro-arménien)     | Azerbaïdjan                | Premier ministre                                 | Arayik Haroutiounian                                                              | 14 septembre 2007        |
| Louhansk (République populaire)               | Ukraine Oblast de Louhansk | Chefs d'État (successifs)                        | Igor Plotnitsky                                                                   | 14 août 2014             |
| Louhansk (République populaire)               | Ukraine Oblast de Louhansk | Chefs d'État (successifs)                        | Valery Bolotov                                                                    | 19 mai 2014              |
| Louhansk (République populaire)               | Ukraine Oblast de Louhansk | Présidents du Conseil des Ministres (successifs) | Hennadiy Tsypkalov                                                                | 26 août 2014             |
| Louhansk (République populaire)               | Ukraine Oblast de Louhansk | Présidents du Conseil des Ministres (successifs) | Igor Plotnitsky                                                                   | 20 août 2014             |
| Louhansk (République populaire)               | Ukraine Oblast de Louhansk | Présidents du Conseil des Ministres (successifs) | Marat Bachirov                                                                    | 4 juillet 2014           |
| Louhansk (République populaire)               | Ukraine Oblast de Louhansk | Présidents du Conseil des Ministres (successifs) | Vasily Nikitin                                                                    | 19 mai 2014              |
| Puntland (Région autonome)                    | Somalie                    | Présidents (successifs)                          | Abdiweli Mohamed Ali                                                              | 8 janvier 2014           |
| Puntland (Région autonome)                    | Somalie                    | Présidents (successifs)                          | Abdirahman Mohamed Farole                                                         | 8 janvier 2009           |
| Puntland (Région autonome)                    | Somalie                    | Vice-présidents (successifs)                     | Abdihakim Abdullahi Haji Omar                                                     | 8 janvier 2014           |
| Puntland (Région autonome)                    | Somalie                    | Vice-présidents (successifs)                     | Abdisamad Ali Shire                                                               | 2009                     |
| Somaliland (indépendance auto-proclamée)      | Somalie                    | Président                                        | Ahmed Mohamed Silanyo                                                             | 27 juillet 2010          |
| Somaliland (indépendance auto-proclamée)      | Somalie                    | Vice-président                                   | Abdirahman Saylici                                                                | juillet 2010             |
| Transnistrie (République autonome)            | Moldavie                   | Président                                        | Yevgeny Shevchuk                                                                  | 30 décembre 2011         |
| Transnistrie (République autonome)            | Moldavie                   | Premier ministre                                 | Tatiana Turanskaya                                                                | 10 juillet 2013          |
| Waziristan (Zones tribales, de non-droit)     | Pakistan                   | Émir                                             | Maulana Fazlullah                                                                 | 7 novembre 2013          |

## Gouvernements en exil et/ou alternatifs
| Pays ou territoire | Partie de   | Fonction                                 | Nom                             | Depuis (le)                   |
| --- | ----------- | ---------------------------------------- | ------------------------------- | ----------------------------- |
| Abkhazie (Gouvernement pro-géorgien)                                                                                     | Géorgie     | Président du Conseil suprême             | Elguja Gvazava                  | 20 mars 2009                  |
| Abkhazie (Gouvernement pro-géorgien)                                                                                     | Géorgie     | Premier ministre                         | Vakhtang Kolbaia (par intérim)  | 7 avril 2013                  |
| Bande de Gaza (Gouvernement du Hamas)                                                                                    | Palestine   | Président                                | Abdel Aziz Doweik (par intérim) | 15 janvier 2009 - 2 juin 2014 |
| Bande de Gaza (Gouvernement du Hamas)                                                                                    | Palestine   | Premier ministre                         | Ismaël Haniyeh                  | 14 juin 2007 - 2 juin 2014    |
| République populaire biélorusse (Gouvernement en exil à Toronto)                                                         | Biélorussie | Présidente de la Rada                    | Ivonka Survilla                 | 1997                          |
| Estonie (Successeur du gouvernement en exil de la période soviétique à Nõmme)                                            | Estonie     | Président                                | Kalev Ots                       | 28 novembre 2003              |
| Estonie (Successeur du gouvernement en exil de la période soviétique à Nõmme)                                            | Estonie     | Premier ministre                         | Ahti Mänd                       | 7 décembre 2003               |
| Gouvernement Azarov II (Gouvernement limogé après le mouvement contestataire de 2013-2014 en Ukraine, réfugié en Russie) | Ukraine     | Président                                | Viktor Ianoukovytch             | 25 février 2010 - mai? 2014   |
| Gouvernement Azarov II (Gouvernement limogé après le mouvement contestataire de 2013-2014 en Ukraine, réfugié en Russie) | Ukraine     | Premier ministre                         | vacant                          | 22 février 2014 - mai? 2014   |
| Kosovo (Administration serbe)                                                                                            | -           | Préfet du district du Kosovo             | Vladeta Kostić                  | 4 février 2013                |
| Kosovo (Assemblée du Kosovo-et-Métochie)                                                                                 | -           | Président du Conseil                     | Dragan Velic                    | 3 septembre 2006              |
| Kosovo (Assemblée du Kosovo-et-Métochie)                                                                                 | -           | Présidente du bureau exécutif du Conseil | Rada Trajkovic                  | 3 septembre 2006              |
| Moluques-du-Sud | Indonésie   | Président                                | John Wattilete                  | 17 avril 2010                 |
| Ossétie du Sud (Entité provisoire d'Ossétie du Sud)                                                                      | Géorgie     | Chef de l’administration provisoire      | Dmitri Sanakoïev                | 10 mai 2007                   |
| Coalition nationale des forces de l'opposition et de la révolution (Autorité politique de transition en opposition)      | Syrie       | Présidents (successifs)                  | Hadi al-Bahra                   | 9 juillet 2014                |
| Coalition nationale des forces de l'opposition et de la révolution (Autorité politique de transition en opposition)      | Syrie       | Présidents (successifs)                  | Ahmad Jarba                     | 6 juillet 2013                |
| Coalition nationale des forces de l'opposition et de la révolution (Autorité politique de transition en opposition)      | Syrie       | Premiers vice-présidents (successifs)    | Muhammed Hussein Qaddah         | 8 juillet 2014                |
| Coalition nationale des forces de l'opposition et de la révolution (Autorité politique de transition en opposition)      | Syrie       | Premiers vice-présidents (successifs)    | Mohammed Farouk Tayfur          | 6 juillet 2013                |
| Coalition nationale des forces de l'opposition et de la révolution (Autorité politique de transition en opposition)      | Syrie       | Seconds vice-présidents (successifs)     | Abdul Hakim Bashar              | 6 janvier 2014                |
| Coalition nationale des forces de l'opposition et de la révolution (Autorité politique de transition en opposition)      | Syrie       | Seconds vice-présidents (successifs)     | Souheïr Al Atassi               | 11 novembre 2012              |
| Coalition nationale des forces de l'opposition et de la révolution (Autorité politique de transition en opposition)      | Syrie       | Troisièmes vice-présidents (successifs)  | Noura Al Amer                   | 6 janvier 2014                |
| Coalition nationale des forces de l'opposition et de la révolution (Autorité politique de transition en opposition)      | Syrie       | Troisièmes vice-présidents (successifs)  | Salim Muslit                    | 6 juillet 2013                |
| Coalition nationale des forces de l'opposition et de la révolution (Autorité politique de transition en opposition)      | Syrie       | Premiers ministres (successifs)          | Ahmad Saleh Touma (par intérim) | 15 octobre 2014               |
| Coalition nationale des forces de l'opposition et de la révolution (Autorité politique de transition en opposition)      | Syrie       | Premiers ministres (successifs)          | vacant                          | 22 juillet 2014               |
| Coalition nationale des forces de l'opposition et de la révolution (Autorité politique de transition en opposition)      | Syrie       | Premiers ministres (successifs)          | Ahmad Saleh Touma (par intérim) | 14 septembre 2013             |
| Tchétchénie (Émirat du Caucase)                                                                                          | Russie      | Émirs (successifs)                       | Ali Abou Moukhammad             | 18 mars 2014                  |
| Tchétchénie (Émirat du Caucase)                                                                                          | Russie      | Émirs (successifs)                       | Dokou Oumarov                   | 18 mars 2014                  |
| Tchétchénie (Itchkérie)                                                                                                  | Russie      | Président                                | Akhmed Zakaïev                  | 23 novembre 2007              |
| Tibet | Chine       | Dalaï Lama                               | Tenzin Gyatso                   | 25 août 1939                  |
| Tibet | Chine       | Président du Cabinet                     | Lobsang Sangay                  | 8 août 2011                   |

#### Listes chronologiques de chefs d'État et dirigeants nationaux
- Liste des chefs de l'exécutif par État en 2013
- Liste des chefs de l'exécutif par État en 2015
- Liste des dirigeants actuels des États

#### Listes thématiques de ministres
- Liste des ministres des affaires étrangères
- Liste des ministres de la défense
- Liste des ministres des finances
- Liste des ministres de l'Intérieur
- Liste des ministres de la Justice

#### Autres listes de personnalités
- Liste des présidents d'assemblée parlementaire
- Liste des dirigeants des États et communautés traditionnels
- Liste des principaux dirigeants locaux

#### Listes de territoires
- Listes thématiques de pays
- Liste des dépendances et territoires à souveraineté spéciale

#### Divers
- Liste des chefs de l'exécutif par État en 2013
- Liste des chefs de l'exécutif par État en 2015
- Mode de désignation du chef d'État et du Parlement par pays